# Mickey Mouse
Mickey Mouse (también conocido como Ratón Mickey, Ratón Miguelito o Miki) es un personaje ficticio estadounidense perteneciente al universo de Disney, que aparece principalmente en dibujos animados, cómics y videojuegos. Auténtico embajador de Walt Disney Company, está presente en la mayoría de los sectores de actividad de la empresa, ya sea animación, televisión, parques de atracciones o productos de consumo. Es un ratón antropomórfico que usa generalmente pantalones cortos rojos, zapatos amarillos y guantes blancos. Es utilizado como vector de comunicación y sus cualidades deben respetar la moral preconizada por «Disney», ya sea por Walt o por la propia empresa. Es conocido y reconocido en todo el mundo, su famosa silueta formada por tres círculos se ha vuelto inseparable de la marca Disney.
Mickey se creó en 1928, después de que Walt Disney tuviera que dejar su primer personaje concebido con Ub Iwerks, Oswald el conejo afortunado, a su productor. Los primeros cortos que lo protagonizaron estuvieron animados principalmente por Iwerks, socio de Walt Disney en Disney Studios (entonces con sede en el estudio Hyperion Avenue). Más tarde también se convierte en un protagonista de cómics, largometrajes, series de televisión y una gran variedad de productos.
Representa un ratón antropomórfico. Ha sido el primero, antes de la primera transmisión, llamado Mortimer Mouse; es Lillian Marie Bounds, la esposa de Walt, quien, al encontrar este nombre poco atractivo, sugirió a Mickey. Para Walt Disney Company, la fecha oficial de nacimiento del ratón es el 18 de noviembre de 1928, momento de la primera «presentación pública» del dibujo animado Steamboat Willie.
El mismo también es famoso por su voz de falsete. El mismo Walt Disney le dio la voz original a Mickey, desde la primera caricatura hasta 1946, cuando Disney nombró a Jim MacDonald para reemplazarlo, debido a un problema crónico de tos a causa del cigarrillo. MacDonald es luego reemplazado por Wayne Allwine, desde 1985 hasta 2009, cuando murió por complicaciones de la diabetes.
Mickey suele estar acompañado por sus amigos Goofy, Donald y su perro Pluto. También entabla un romance con Minnie, otra ratona que nació al mismo tiempo que él. No se quedó en las pantallas por mucho tiempo. Aparece en los diarios en tira diaria desde el 13 de enero de 1930. Esta publicación es distribuida por King Features Syndicate, escrita por Walt Disney y dibujada por Ub Iwerks. Para enfatizar su importancia en la aventura general del universo Disney, Walt dijo de su personaje: «Todo lo que espero es que no perdamos de vista nada: todo comenzó con un ratón».

## Historia

### Un reemplazo para Oswald
Mickey ha sido creado en 1928 para reemplazar al personaje Oswald el conejo afortunado que Walt perdió los derechos contra su voluntad. Este conejo, creado a principios del año 1927 bajo el lápiz de Iwerks, era producido por los estudios Disney bajo contrato con Charles B. Mintz y distribuido por Universal Pictures. Después de casi un año de existencia, Oswald es relativamente popular y genera dinero.
En febrero de 1928, Walt Disney viaja a Nueva York para negociar con Mintz una mayor participación en los ingresos de cada película. Pero queda atónito—Leonard Mosley precisa: «indignado por la perfidia, desconsolado por la deslealtad»— cuando el empresario le dice que no sólo quiere reducir los costos de producción, sino que además se lleva a la mayoría de sus principales animadores según el contrato. Lo Amenaza con iniciar su propio estudio si no acepta reducir los gastos de producción. Además, es Universal, y no Disney, quien posee, debido a un contrato firmado un poco rápido por Walt, la marca registrada de Oswald el Conejo, lo que significa que muy bien puede prescindir de él para hacer sus cortos.
Disney se niega. Michael Barrier indica que salió de Nueva York el 13 de marzo de 1928 para regresar a Los Ángeles, después de tres semanas de negociaciones con Winkler. Luego, pierde a la mayor parte de su equipo de animación. Él, Iwerks y algunos «leales» (incluido Les Clark) comienzan a trabajar en secreto en un nuevo protagonista para reemplazar a Oswald mientras el resto del equipo continúa con su producción. Entre los animadores que no se marcharán, a algunos no se les informa sobre el nacimiento de este como Johnny Cannon. Walt nunca olvidará este revés y se ocupará en el futuro de garantizar la propiedad de los derechos de cada creación.

### El nacimiento de un ratón

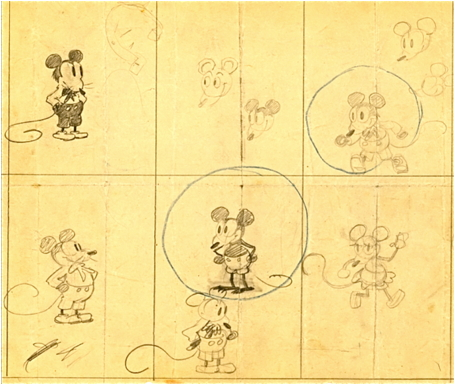
Arte conceptual de Mickey de principios de 1928, de la colección del Museo de la Familia Walt Disney. Los bocetos son los primeros dibujos conocidos del personaje.

Los biógrafos de Disney no están de acuerdo sobre exactamente cuándo se creó, y circulan diferentes fechas. Thierry Steff en Bon Anniversaire, Mickey!  se vio obligado a reconstruir las posibles agendas del año 1928 según los comentarios de varios de los protagonistas de la época, pero sin lograr definir una historia precisa. Las fechas fluctúan entre finales de enero y el 21 de mayo de 1928, cuando registró Mickey Mouse. La versión corta de la historia es que a Walt Disney se le ocurrió un personaje de ratón cuando regresó de Nueva York, al que su esposa llamó Mickey. Consta de dos círculos para la cabeza y el cuerpo, dos más pequeños para las orejas, tubos para los brazos y las piernas y pies grandes en los zapatos. Este diseño ha sido diseñado por Iwerks. Walt no lo dibujó muy bien, pero luego le dio su voz durante veinte años.
Para Leonard Mosley, hizo bocetos y una personalidad para un nuevo personaje en el ferrocarril que lo trajo de regreso a California y más precisamente después de su paso por Pasadena. A su regreso, le pide a Ub Iwerks que se ponga manos a la obra para crearlo. En entrevistas reportadas por Pierre Lambert, Walt afirma que diseñó directamente un ratón en el tren mientras que Iwerks asegurar que lo hizo después de muchos intentos con otras especies rechazadas por Walt: rana, perro, gato. Para Bob Thomas, el verdadero nacimiento se remonta «a una feliz colaboración entre Walt Disney y Ub Iwerks, el primero prestándole su voz y su carácter impetuoso, el segundo dándole forma y movimiento».
Michael Barrier cita a Lilian Disney, quien recordó en 1956 que «Walt estaba hablando consigo mismo en el camino sobre gatitos, ratones y cosas por el estilo y después de algunas preguntas decidió que el roedor era una buena idea». Barrier también cita a Walt Disney, quien declaró unos años más tarde, algo como una leyenda, que lo eligió porque el estudio Laugh-O-Gram, donde trabajaba en Kansas City a principios de la década de 1920, estuvo invadido por estos pequeños roedores, justo como las películas animadas de la época y había intentado domesticar una de ellas. Precisa que Paul Terry tenía un par, con un diseño muy sobrio, gráficamente bastante cercano a Mickey y Minnie. Mickey Mouse es ante todo un personaje de caricaturas, creado en 1928, después de que tuviera que dejar su primera figura, Oswald el conejo afortunado, a su productor. Los primeros cortometrajes estuvieron animados en su mayoría por su asociado, Ub Iwerks, en Disney Studios. Más tarde estuvo en cómic. Representa un ratón antropomórfico y se ha convertido en emblemático de la casa Disney. El por qué Walt Disney lo eligió parece debido a que el estudio donde trabajaba en ese momento estaba invadido por estos pequeños roedores (a priori una leyenda). Según otras fuentes, tenía uno como mascota llamado Mortimer (de ahí el nombre original Mickey). Iwerks lo creó a partir de tres círculos para la cabeza, con el fin de facilitar la animación. Sin embargo, Oswald el conejo afortunado y Mickey Mouse tenían la misma cara cuando comenzaron. Un desaire, en cierto modo. Solo las orejas los diferencian realmente. Fue Disney mismo quien dobló al personaje de Mickey desde la primera caricatura hasta 1947. En su libro Walt Disney Conversations, Kathy Merlock Jackson cita con más detalle la última entrevista a la que se refiere Barrier. Ella recuerda que Walt se inspiró en una rata doméstica (doméstica y no domesticada) que llegó a su escritorio en Studio Laugh-O-Gram. Esto es lo que dijo Walt:

«Ellos (los ratones) solían pelearse por las migajas en mi bote de basura cuando trabajaba solo a altas horas de la noche. Los tomé, los coloqué y los guardé en jaulas en mi escritorio. Me conmovió especialmente uno doméstico marrón. Era un chico bastante tímido. Tocándole la nariz con mi lápiz, logré enseñarle a caminar en un círculo negro que tracé en mi tablero de dibujo. Cuando dejé Kansas para probar suerte en Hollywood, sufrí por dejarlo atrás. Así que lo llevé con cuidado a un jardín, asegurándome de que el entorno fuera agradable, y dejé que mi amiguito domesticado retozara en libertad».

John Grant retoma la versión de Mosley y Lambert afirmando que es de una entrevista con Walt Disney pero especifica que ha dado varias interpretaciones de este relato a lo largo del tiempo. Sin embargo, es menos categórico para el lugar, indica que «el tren había llegado al Medio Oeste» y agrega que entonces Lilian habría rechazado el nombre de Mortimer. Precisa que es cuando llegó a esta zona geográfica que «el ratón vestía pantalón rojo con dos botones grandes» y que había establecido el primer escenario. Grant luego relativiza citando que según las fuentes disponibles está en el origen de la personalidad y las obras del aspecto gráfico. Según otras fuentes, Walt Disney había tenido unos años antes, durante el difícil período de los estudios en Kansas City, uno domesticado llamado Mortimer (de ahí el nombre original de Mickey). Según John Kenworthy, Iwerks se inspiró en los viejos dibujos realizados por Hugh Harman en torno a una fotografía de Walt Disney: los roedores. Más prosaicamente, el gato ya ha sido capturado por Otto Messmer con su famoso Félix y los demás personajes animales no pueden tener la personalidad que quería: un personaje travieso, astuto y alegre:

«Sentimos que el público, y especialmente los niños, aprecian a las criaturas pequeños y lindos. Creo que nos inspiramos en Charlie Chaplin para el personaje. Queríamos algo atractivo y pensamos en un pequeño ratón que tuviera algo de la melancolía de Chaplin: un pequeño compañero que intenta hacer lo mejor que puede».
Walt Disney

«Cuando la gente se ríe de Mickey Mouse, es porque es muy humano; ahí está el secreto de su popularidad».
Walt Disney

Los otros personajes diseñados en este momento se utilizarán como secundarios, como Clarabelle y Horace. El gran parecido entre Oswald, Mickey y, más tarde, Flip the Frog marca la línea de lápiz de Iwerks, bastante cercana a la de Otto Messmer. Oswald el conejo afortunado y Mickey Mouse tienen la misma fisonomía en sus inicios. Iwerks lo creó a partir de tres rondas para la cabeza. Solo las orejas los diferencian realmente. Esta línea permite un dibujo rápido del personaje y una fácil animación gracias al reducido número de elementos y su gran sencillez: tubos para las piernas, círculos para el cuerpo. Mickey sería aún más fácil de dibujar gracias a sus orejas que son siempre circulares en todas las circunstancias (y no puntiagudas como Félix, o colgantes como Oswald) y su cola hecha con un simple trazo de lápiz. John Grant recuerda que animó los primeros cinco cortos de Mickey Mouse casi solo, Ben Sharpsteen recién llegó en 1929.

### 1928: Primeras apariciones cinematográficas

Mickey y Minnie Mouse en Plane Crazy (1928).

El 18 de noviembre de 1928 a menudo se da como la fecha de nacimiento de Mickey. Esta es el momento de estreno de Steamboat Willie, en el Colony Theatre de Nueva York, una película a menudo considerada la primera caricatura con sonido pero es Dinner Time estrenada un mes antes, el 14 de octubre.

Mickey y Minnie en The Gallopin' Gaucho (1928).

Pero realmente vio la luz del día en la caricatura Plane Crazy, realizada a principios de año, pero muda y proyectada el 15 de mayo de 1928. Se inspira en la hazaña de Charles Lindbergh pero no conquistó a la gente. A pesar de este fracaso, Walt lanzó otra, The Gallopin' Gaucho, que se publicó a finales del verano y no tuvo mejor acogida. Estos problemas se ven agravados por el hecho de que Walt Disney está luchando por encontrar un distribuidor. Este problema se debe en parte al parecido bastante importante con sus producciones anteriores. Para no tener más dificultades con los distribuidores, Walt archiva una ficha de marca de Mickey Mouse con el logotipo visible en los cortometrajes (desde 21 de mayo de 1928) que será aceptado el 18 de septiembre de 1928, se registraron otras en 1933 para el dibujo y en 1934 para las tiras cómicas.

Mickey en Steamboat Willie (1928).

Contra todo pronóstico, Walt Disney permitió que continuara la tercera, Steamboat Willie, que se presentó en silencio por primera vez el 29 de julio. Disney está entonces buscando una manera de atraer al público. Observa que a sus creaciones les falta algo para diferenciarlas de las de sus competidores y sus antecesores. El resultado se cristaliza en la edición del tercer cortometraje Steamboat Willie. Falta el sonido. Rehace la película con una banda sonora sincronizada, luego sale con sonido sincronizado el 18 de noviembre.
Los dos primeros cortos se rehicieron luego con una pista de audio y se relanzan más tarde: The Gallopin' Gaucho  se relanzó el 30 de diciembre de 1928 y Plane Crazy el 17 de marzo de 1929.

#### Primer encuentro con Minnie y Pete

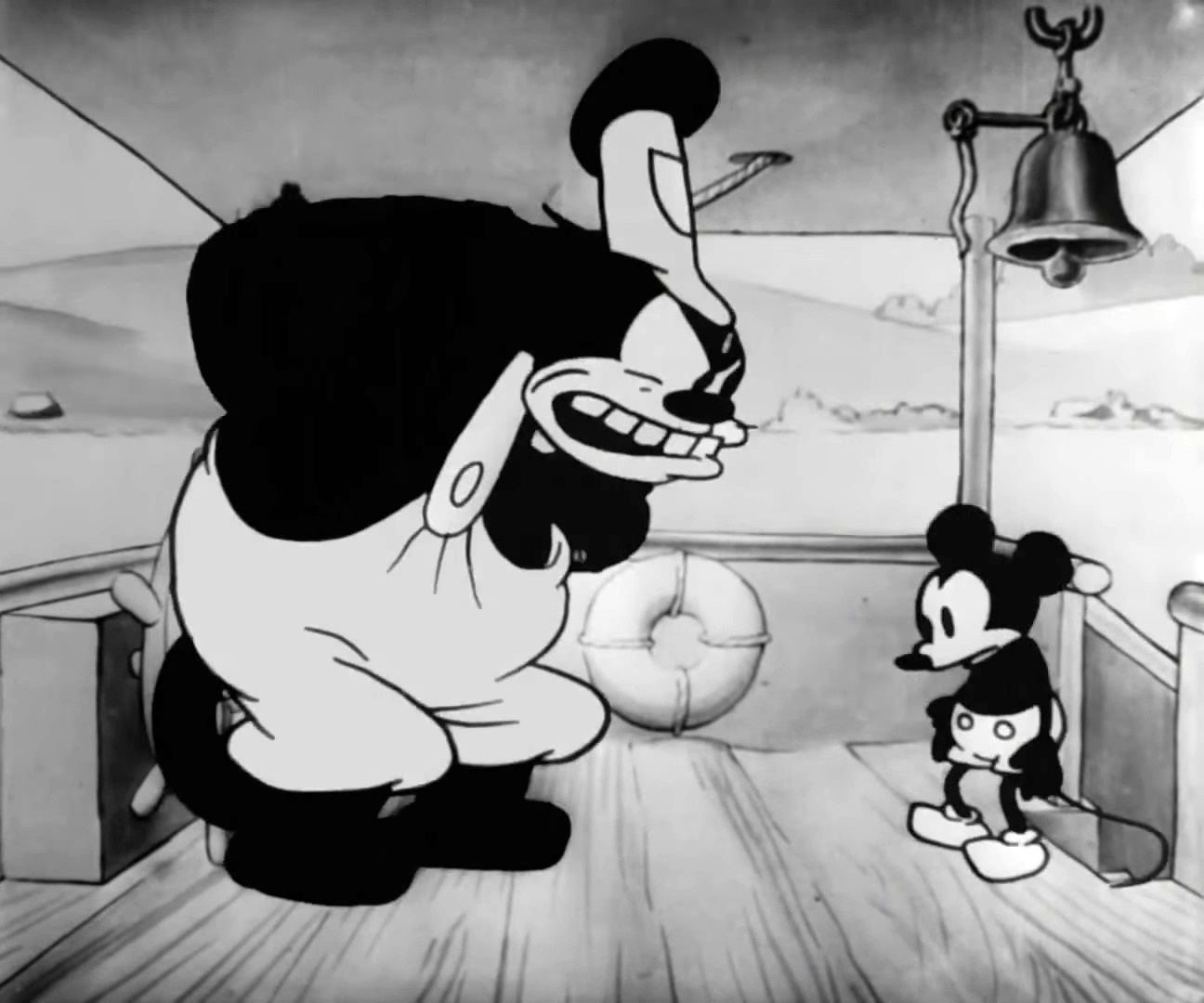
Pete y Mickey en Steamboat Willie.

Minnie aparece en la primera película de Mickey, Plane Crazy, estrenada (sin sonido) el 15 de mayo de 1928, inspirado en la hazaña de Charles Lindbergh. Mickey interpreta el papel de un pionero de la aviación que intenta jugar con un aeroplano con los objetos disponibles en el granero de su granja. Minnie interpreta a la prometida, a quien hace perdurar su pasión por la aeronáutica. Se las arregla para convencerla de que lo aborde para su primer vuelo. Lo consigue hacer despegar y realiza acrobacias aéreas que resultan ser auténticas aventuras. Incluso se ve obligada a usar su ropa interior como paracaídas para frenar su caída desde el avión hecho por Mickey.
El personaje Pete nació en 1925 en la serie Comedias de Alicia y aparece junto a Mickey Mouse en el corto The Gallopin' Gaucho (lanzada, sin sonido, el 7 de agosto de 1928). Esta caricatura es una parodia de The Gaucho protagonizada por Douglas Fairbanks, publicada el 21 de noviembre de 1927. Interpreta el papel de un gaucho montado en un ñandú (pájaro cercano al avestruz) en las pampa argentina. Hace una parada en la Cantina Argentina, un lugar que sirve tanto de bar como de restaurante. Desea tomar una copa y fumar el cigarro. El forajido buscado, Pegleg Pete, está presente en el establecimiento y disfruta de la cerveza traída por la camarera Donna Minnie, una bailarina de tango en su tiempo libre. Su actuación despierta las lujurias del público, que se lanza a los enfrentamientos por la belleza. Pete secuestra a Minnie e intenta escapar a caballo. Mickey luego lo persigue en su ñandú y se involucra en un duelo de espadas. Gana el duelo y huye con Minnie.

#### La llegada del habla

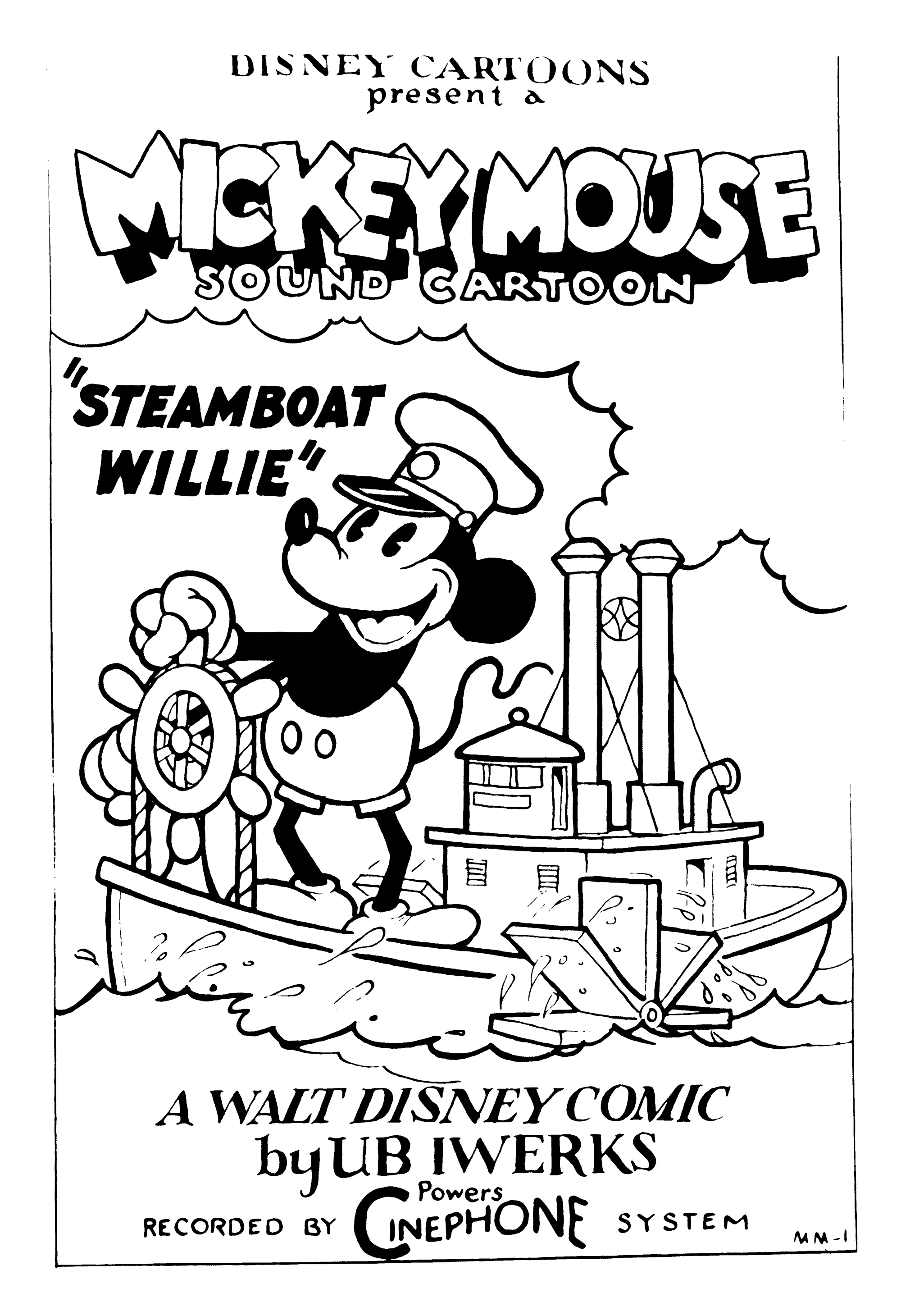
Póster de Steamboat Willie

Steamboat Willie se transmite públicamente por primera vez el 18 de noviembre de 1928. Nos encontramos en la dirección de Walt Disney y Ub Iwerks, este último también es el jefe de animación, asistido por Johnny Cannon, Les Clark, Wilfred Jackson, Dick Lundy. La historia es una parodia de la película Steamboat Bill Jr. protagonizada por Buster Keaton y Ernest Torrence, estrenada el 12 de mayo de 1928.
Steamboat Willie no es la primera caricatura del personaje ni la primera con una banda sonora sincronizada para música, sonido y diálogo. Esta última distinción va para Dinner Time lanzaba el 14 de octubre de 1928 de la serie Aesop's Film Fables producida por Paul Terry y utilizando el proceso de Lee De Forest que permite un ruido mono. Otros caricaturas ya tenían una, pero el ruido no estaba sincronizado. La serie Ko-Ko Song Cartunes (alrededor de treinta cortometrajes) se produjo entre mayo de 1924 y septiembre de 1926 por Fleischer Studios estudios dirigidos por Dave Fleischer y Max Fleischer.
Steamboat Willie es, sin embargo, la que utilizada como fecha oficial del nacimiento de Mickey Mouse y muy a menudo como la primera película animada con sonido. Estos elementos se deben principalmente al importante reconocimiento. Los historiadores han debatido durante mucho tiempo quién compuso la partitura original. Este papel se ha atribuido a Wilfred Jackson, Carl W. Stalling y Bert Lewis pero nada lo confirma claramente. Leonard Mosley y Christopher Finch relatan que solo Jackson sabía tocar un instrumento: la armónica. En la versión de trabajo, el resto de la pista de audio se compone esencialmente de efectos de sonoridad hechos con los medios disponibles, en un garaje, mientras que las «voces» de Mickey y Minnie son interpretadas por el propio Walt Disney. Para la versión final, Leonard Mosley indica que era el director Carl Edouarde quien supervisó la grabación de los productos por una gran suma. Se colocaron en la tira de película usando el sistema Cinéphonie de Pat Powers.
Mickey es un marinero en el Steamboat Willie, bajo las órdenes del Capitán Pete, pero vemos al marinero silbando al timón al comienzo de la película. Luego, llega el oficial y toma el control, lo ordenar que bloquee el puente. Se detienen en un pontón para cargar mercancías. Apenas salido del puerto, su único pasajero llega al pontón. Es una pasajera, Minnie, que llega tarde al embarque. Mickey usa una grúa para agarrarla en el borde de la orilla y subirla a bordo. Minnie pierde accidentalmente la partitura de la popular canción Turkey in the straw y una cabra, uno de los animales a bordo, se come la hoja de papel. Mickey y Minnie luego usan la cola del animal como una manivela y la cabra se convierte en un fonógrafo. Continúa usando los objetos y animales a bordo como instrumentos musicales. El Capitán Pete se avergüenza rápidamente por el ruido y lo envía de vuelta al trabajo: está condenado a pelar papas por el resto del viaje. Un loro intenta divertirlo pero, molesto, le tira una patata, lo que hace que el pájaro caiga al río.
Según los periódicos, la gente en el momento del lanzamiento quedó muy impresionado por el uso del sonido con fines cómicos. El cine sonoro se consideró entonces innovador y la primera película con secuencias líricas, The Jazz Singer (1927), protagonizada por Al Jolson, no se estrenó hasta el 6 de octubre de 1927, menos de 60 semanas antes. Durante el año pasado, la mayoría de los lugares de proyección de EE. UU. se equiparon con sistemas de audio. Walt Disney quería aprovechar esta nueva tendencia y obviamente lo está consiguiendo. Gracias a esta ventaja sonora, Mickey Mouse se convierte en el personaje animado más importante del momento y, con el relanzamiento de las dos películas anteriores con banda sonora, el éxito y la popularidad del ratón va en aumento.
La cuarta película, The Barn Dance, estrena el 14 de marzo de 1929. Es el primero de una serie de doce cortometrajes estrenados el mismo año. Con esta, Disney está en condiciones de ofrecer nada menos que cuatro en la primavera de 1929, mientras muchos estudios todavía se resisten a hacer cine sonoro. El término «hablar» es un poco exagerado porque es solo con The Karnival Kid (23 de mayo de 1929) que el ratón pronuncia sus primeras palabras comprensibles con las palabras «¡Hot dogs, Hot dogs!».

#### Una evolución gráfica: el primer par de guantes
«Siempre me pregunté por qué siempre usamos esos guantes blancos»
Múltiples personajes (con variaciones menores)

Una seña distintiva, que se ha vuelto imprescindible en el outfit de Mickey, son sus guantes. No comienza a usar guanteletes blancos hasta The Opry House, lanzado el 28 de marzo de 1929. Es la segunda película del año 1929 y el ratón entonces casi siempre lo lleva. Una razón probable es que en los cortometrajes en blanco y negro de The Opry House — la primera en color de Mickey ha sido The Band Concert en 1935 — las personas debe poder distinguir las manos del personaje cuando pasan frente a su cuerpo de color negro. Precisamente, en esta, Mickey es pianista, es inconcebible no ver sus manos entonces. Las tres líneas negras en la parte superior del guante representan los pliegues cosidos previstos en la fabricación en la extensión de los dedos, típicos de los guanteletes infantiles de la época.

### 1929: Un personaje con muchos roles
Las películas del año 1929 le otorgan al personaje una gran diversidad de roles; unos pocos se enumeran a continuación. Esta sucesión de roles parece haber motivado a Walt Disney a dar a entender en 1933 que Mickey Mouse es un actor contratado por los estudios Disney y no uno que vive todas las historias inventadas por los animadores y guionistas. El 12 de agosto de 1929, obtiene, como creador, los derechos de uso de la marca registrada Mickey Mouse para el cine, tras la presentación de un caso ante la USPTO, se le concederán otros usos en los años siguientes.

#### Mickey enamorado
En The Barn Dance, publicado el 14 de marzo de 1929. Mickey es rechazado por Minnie a favor de Peter. Este último, a su favor, se presenta en esta como un caballero amanerado y no como un villano amenazante. También se presenta no como un héroe, sino como un simple joven pretendiente desafortunado. En su tristeza y angustia despreciada, parece inusualmente emocional y vulnerable. Algunos críticos la vieron simplemente como otra forma de que Disney aumentara un poco más la empatía de la audiencia por el personaje.

#### Un simple ratón
En When the Cat's Away lanzaba el 18 de abril de 1929, aparece en una nueva versión de un episodio de Comedias de Alicia titulado Alice Rattled by Rats (1925). En esta, una gata llamada Kat Nipp vive en una mansión donde pasa gran parte de su tiempo bebiendo alcohol. Su presencia impide que los ratones de la casa vivan. Kat Nipp se va para ir a cazar afuera. Un ejército de ratones aprovecha esta ausencia para invadir la casa en busca de alimento. Entre los ratones, Mickey y Minnie intentan convertir la reunión en una fiesta.
El gato Kat Nipp ha aparecido antes en The Opry House y se le conoce como «Tom Cat» (el gato de Tom), lo que no debe confundirse con el gato Tom, coprotagonista de la serie creada en 1940 por William Hanna y Joseph Barbera, Tom y Jerry. Este cortometraje muestra de manera inusual a Mickey y Minnie como meros ratones. Además, a los dos personajes se les da un tamaño cercano al de los ratas reales. Los episodios anteriores y siguientes les asignan un tamaño cercano al de los humanos, solo que un poco más pequeños. También se hizo durante la prohibición y el alcohol presentado sería de contrabando.

#### Mickey soldado
En The Barnyard Battle, publicada el 25 de abril de 1929. Es presentado como soldado y participa en el combate. Mickey es un joven novato en la guerra entre ratones y gatos. Su unidad se opone a la dirigida por Peter. El corto representa una guerra ficticia pero atribuye elementos notables a cada bando. Así, los gatos llevan cascos con pinchos utilizados por el ejército del Imperio alemán durante la Primera Guerra Mundial (1914-1918) mientras que los ratones cantan himnos de los Estados Confederados de América durante la guerra civil (1861-1865). Estos dos eventos aún son recientes en la mente de los estadounidenses en 1929.

#### Mickey explorador durante la Gran Depresión
Uno de los últimos cortos de 1929, Jungle Rhythm estrenado el 15 de noviembre de 1929 lo presentar como un explorador en un safari en algún lugar de África. Mickey monta un elefante y sostiene un arma en esta expedición. Pero se encuentra atrapado entre un león y un oso. Él trata de apaciguarlos tocando música. La secuela es una sucesión de música que permite bailar a los animales de la jungla. Las melodías van desde Yankee Doodle y Turkey in the Straw hasta Auld Lang Syne, El Danubio azul y Aloha Oe. Esta película evoca a los británicos de principios del siglo XX viajando por el mundo y explorando sus riquezas. Sin embargo, las haciendas de animales parecen evocar las dificultades cotidianas de los estadounidenses en este inicio de la Gran Depresión posterior al Jueves Negro.

### 1930: debut en varios medios

#### Primera aparición en cómics y como muñeco
Cuando se estrenó el cortometraje número quince, Mickey contaba con el reconocimiento del público y cierto éxito. Luego, King Features Syndicate, una asociación de productores y editores, se acercó a Walt Disney y le ofreció un contrato para su uso y sus amigos en una tira cómica. Walt acepta y aparece por primera vez en un periódico el lunes 13 de enero de 1930. La tira de prensa del personaje es una tira de cuatro paneles que retoma el escenario Plane Crazy al principio, pero rápidamente se convierte en otra historia que integra la de Jungle Rhythm. Las primeras se estreanron del 13 de enero al 31 de marzo de 1931 y luego se combinaron en una historia llamada Lost on a Desert Island. Esto relatos incorpora a Minnie Mouse (por su presencia en Plane Crazy) pero solo aparece al principio y al final. La historia está escrita por Walt Disney, dibujada por Ub Iwerks y entintada por Win Smith.
Es en enero de 1930 cuando Charlotte Clark, una joven costurera de Burbank, hizo un muñeco del personaje que mostró a quienes la rodeaban. Walt Disney se fija en ella y la encuentra exitosa. Luego la contrata y le pide que la produzca en masa. Se presenta en cada evento promocional, convirtiéndose así en el primer merchandising de Disney. Un pequeño libro llamado Mickey Mouse Book se lanzó ese mismo año por Bibo-Lang, siendo la primera publicación en una forma diferente a las tiras.

#### Mickey y la música clásica
Después de una exposición individual en The Opry House en 1929, continuó su carrera musical en 1930. A principios de 1930, se realizaron y estrenaron dos cortometrajes sobre música clásica con quince días de diferencia. The Barnyard Concert publicado el 3 de marzo de 1930, presenta a Mickey dirigiendo una orquesta de animales de granja. Los únicos personajes reconocibles son Clarabelle como flautista y Horace como percusionista. La interpretación del inicio de Poète et Paysan de Franz von Suppé es muy divertida pero, como han señalado algunos críticos, varios gags son reposiciones de películas anteriores.
La segunda se estrenó por primera vez el 14 de marzo de 1930 como Fiddlin' Around y luego reeditado como Just Mickey. Los dos títulos permiten una buena comprensión del tema evocado: es un violinista solista que interpreta varios títulos. Las piezas son la Obertura de Guillermo Tell de Rossini, la Ensoñación de Robert Schumann y las Rapsodias húngaras número 2 de Franz Liszt. Estos dibujos animados llevaron unos años más tarde (1934) a que RCA Victor publicara discos que contenían versiones orquestadas de la música de los cortometrajes. Son las primeras bandas sonoras de cine de la industria fonográfica. La mayoría de estos discos son grabaciones de Frank Luther y su orquesta fechadas en noviembre de 1933.

#### Salida de Iwerks y consecuencias
Es en el mes de marzo de 1930, cuando Ub Iwerks decidió marcharse para fundar su propio estudio tras haber tenido problemas con Walt Disney pero sobre todo tras la propuesta de financistas liderados por Pat Powers (exdistribuidora recientemente sustituida por Columbia Pictures) de cofinanciar la creación de su estudio. Primero se retiró de la producción de cómics a fines de marzo y parece haber terminado de dirigir el cortometraje en curso The Cactus Kid. Este cortometraje, estrenado el 11 de abril de 1930 pretende ser una parodia de un wéstern, como sugiere su título. Pero es más considerado un remake en México de The Gallopin' Gaucho (ubicado en Argentina).
Se fue para crear Iwerks Studio y creó su personaje Flip the Frog. Esta partida marca un punto de inflexión en la carrera de Mickey y también de Walt Disney. Walt pierde a su mejor amigo y colega desde 1919. Mickey pierde a su (co-)creador, único responsable de su diseño original y director de su animación desde su nacimiento. Decide reemplazarlo con otros animadores-diseñadores. Para el cómic, nombra «temporalmente» a Floyd Gottfredson, un joven contratado del departamento de animación, su cargo se oficializa el 5 de mayo de 1930. Para los cortometrajes, el reemplazo es David Hand, quien trabajó hasta finales de 1932.
El siguiente corto es The Fire Fighters que tiene a Mickey luchando contra incendios. La segunda historia de los cómics, Mickey in the Infernal Valley, está basada en la película Cactus Kid que se estaba finalizando y presenta a los demás personajes de las cintas animadas como Pete, Horace, Clarabelle, el abogado corrupto Sylvester Shyster y Mortimer Mouse, Minnie's. tío. La publicación comienza el 1 de abril de 1930, continúa hasta el 20 de septiembre. El próximo es Mickey contre Ratino : Minnie en danger!, que se desarrolla del 22 de septiembre al 26 de diciembre de 1930, tiene a Gottfredson creando varios personajes, incluidos Ratino, Marcus Mouse y su esposa, los padres de Minnie Mouse.

#### Una mascota: Pluto
A principios de 1930, en The Chain Gang, se encuentra con un protagonista canino anónimo y no antropomórfico. Un perro similar aparece más tarde en The Picnic como Rover, pero es el perro mascota de Minnie. Unos meses más tarde, en 1931, el perro pasó a llamarse Pluto en The Moose Hunt, donde va a cazar con él. Por tanto, conservará su nombre y su dueño, mientras Minnie tendrá de reemplazo un gato: Fígaro (originario del largometraje de Disney Pinocho). Sorprendentemente, al año siguiente apareció Goofy, el mejor amigo de Mickey, y sus mascotas son representantes de la raza canina, uno antropomórfico y el otro no.

### 1931: el inicio de roles recurrentes
En 1931, comenzó a asumir algunos roles que había desempeñado anteriormente. En The Cactus Kid, que se cree que es una nueva versión en México de The Gallopin' Gaucho, emprende una vez más la persecución de Minnie, tomada como rehén por Pete. Este papel recurrente de caballero que rescata a la «damisela en apuros» es retomado en The Klondike Kid (1932), en Mickey en Arabia (1932), e incluso parodiado por los animadores de Disney en el simulacro de película Galloping Romance, incluido en  El gran estreno de Mickey (1933). De manera similar, volvería a salvar a Minnie de un gorila en The Pet Store (1933) después de hacerlo en The Gorilla Mystery (1930).
Desde 1930, la serie ya no es el lugar adecuado para las pruebas de animación, como ocurre con la música. Es más bien la actuación asignada en Silly Symphonies, lanzada en 1929. Los cortos se han convertido en el campo de formación de los jóvenes animadores. La única innovación data de 1932 con un dibujo animado en color pero que no será constante hasta 1935. David McKay Publications lanza una de las primeras ediciones de tapa dura de The Adventures of Mickey Mouse. Este libro cuenta varias historias sobre animales de granja que evolucionan en torno a Mickey, esta publicación se convertirá en una.

### 1932: Evolución e internacionalización

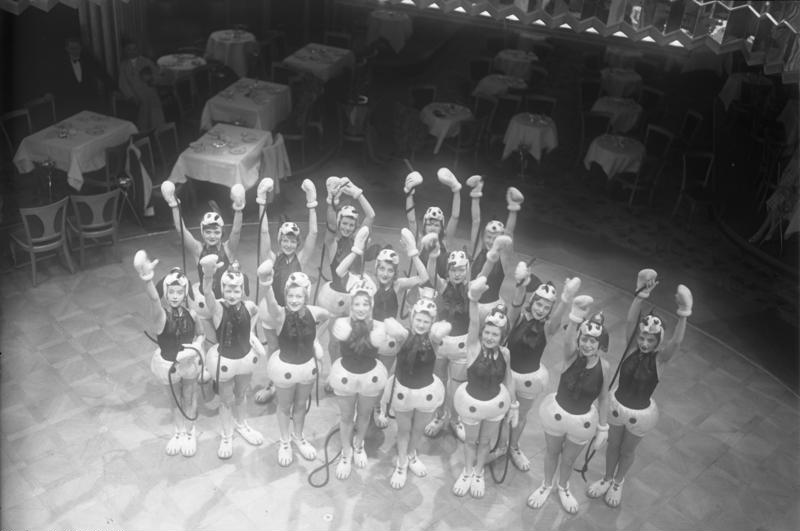
Exposición de Micki-Maus-Revue-Girls en Berlín en enero de 1931.

Desde muy temprano, distribuidores cinematográficos como Pathé, presentes a ambos lados del océano Atlántico, difundieron cortometrajes en todo el mundo. El público queda rápidamente conquistado por este personaje alegre y conmovedor. Numerosas adaptaciones del personaje inundan el mundo con películas, publicaciones o espectáculos como el de la Micki-Maus-Revue-Girls presentado en Berlín a partir de enero de 1931.
El 10 de enero de 1932, Earl Duvall está autorizado a lanzar un tablero dominical de Mickey Mouse. Gottfredson asumió la responsabilidad la semana siguiente. Estos relatos breves aportan un contrapunto cercano al boceto a los relatos largos de la semana. Entre el equipo de artistas destaca la presencia de Al Taliaferro en el entintado de 26 de febrero de 1931. Continuó este trabajo diario hasta noviembre de 1932, momento en el que se dedicó a los cómics semanales a tiempo completo. Ese mismo año, 1932, Disney autorizó a un periódico italiano a reproducir y traducir las historias en Italia en revistas, llamadas simplemente Topolino (el nombre italiano de Mickey) publicadas por Mondadori desde diciembre de 1932. En 1932, Gottfredson le dio una familia un poco más desarrollada con la aparición en Mickey's Nephews de dos sobrinos, Morty y Ferdie, que fueron bautizados Jojo y Michou en noviembre de 1935 en Mickey's Journal. Aparecieron en una película en 1934 en Mickey's Steam Roller.

### 1933-1937: Un personaje (¿demasiado?) popular

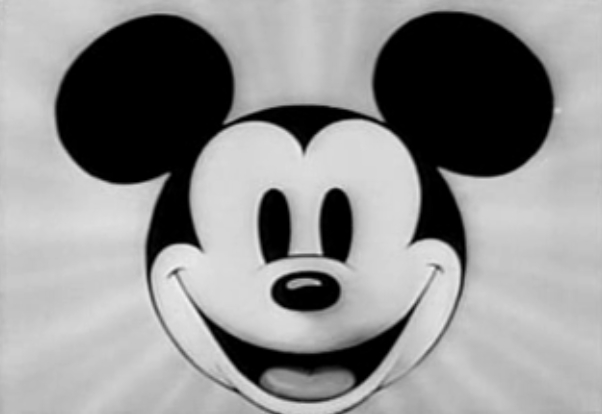
Mickey en la pantalla de título del cortometraje animado The Mad Doctor (1933).

El período 1933-1937 estuvo marcado para el cómic en Estados Unidos por el trío Ted Osborne (guion), Floyd Gottfredson (dibujo) y Ted Thwaites (entintado). Luego, Mickey descubre nuevas tierras, tesoros y muchos personajes. Luego Osborne ha sido reemplazado por Merrill De Maris (hasta 1942). En 1933 apareció en Estados Unidos Mickey Mouse Magazine, imitada en Francia en 1934 por Le Journal de Mickey. En 1934, se le atribuyó una sobrina llamada Maisy en Gulliver Mickey (1934), esta sería su única aparición. Entre 1935 y 1936, la compañía Fanchon y Marco presentó un espectáculo llamado Mickey Mouse Circus en la Exposición Internacional del Pacífico de California en San Diego.
Como prueba de la internacionalización de Mickey podemos citar el siguiente ejemplo. En 1934, el corresponsal neoyorquino de Daily Herald, Harold Butcher, al regresar de una gira mundial, declaró que en cada parada se encontraba en compañía del ratón. Para los dibujos animados, las historias se ampliaron en 1934 con la llegada del Pato Donald. El trío Mickey, Donald y Goofy ofrece a los guionistas numerosas posibilidades para gags como el del famoso Mickey's Fire Brigade el 3 de agosto de 1935. Los efectos cómicos se incrementaron con el uso del color a partir de principios de 1935. El primer cortometraje en color ha sido The Band Concert el 23 de febrero de 1935. Los relatos se suceden a un ritmo de unas diez por año. Técnicamente, fueron más bien en Silly Symphonies las que vieron aparecer nuevas técnicas, pero en 1937 Los fantasmas solitarios marcaron el primer uso de la «pintura transparente», un efecto especial utilizado aquí para los espectros.
Robert Heide y John Gilman indican que a medida que aumenta la popularidad y los productos derivados se vuelven más numerosos, crece su influencia en los niños y en los padres, y crece la exigencia por parte de los progenitores de que insisten en que el personaje respete las reglas de buen comportamiento, que sus hijos podrán imitar sin problema. Mickey abandona así progresivamente los papeles con malas acciones en favor de una representación de maestra de ceremonias o de un simple papel secundario. Sus últimos papeles protagónicos con estupideces que provocan náuseas fueron Mickey's Rival y Thru the Mirror ambos de 1936. Además, los antiguos secundarios obtuvieron su propia serie a partir de 1938 con Polar Trappers protagonizada por Donald y Goofy.

### 1938-1944: el inicio de un período de ausencia de la pantalla
A partir de 1938, se hace cada vez más difícil de retratar en el cine. Su carácter es demasiado estricto y obligarlo a hacer estupideces como las que hacía en sus inicios lo habría transformado en otro Pato Donald. Su popularidad llevó a Disney a producir su primer programa de radio, Mickey Mouse Theatre of the Air, que se transmitió por NBC con Mickey interpretado por Walt. Según el historiador Lewis Jacobs, la aparición de Donald como estrella a partir de 1939 está ligada a los gobiernos nacionalistas y a los conflictos en todo el mundo; el temperamento del pato reflejaba el espíritu violento de la época más que el de Mickey, entonces en decadencia.
En animación, sólo la secuencia de El aprendiz de brujo de Fantasía (1940) permitió realmente ponerla en escena. Luego, en cambio, hace apariciones, dejando el protagonismo a Plutón, a Goofy pero especialmente a Donald. Al mismo tiempo, las producciones de la empresa están sufriendo cambios. Se observa el cese de las Silly Symphonies pero también una redistribución, deseada por Walt, de los animadores en equipos separados especializados en los personajes. Esta distribución, además de ser económicamente más económica, también permite una mejor calidad de cada figura, Donald queda confiado a Jack Hannah y Jack King, Plutón a Norman Ferguson y Nick Nichols, Mickey a Bill Roberts y Riley Thomson, mientras que Jack Kinney apoya a Goofy.
En 1941, los animadores intentaron en algunos cortometrajes dar a Mickey orejas que respondieran a los principios tridimensionales, pero estos intentos no dieron lugar a ningún cambio; Grant incluso los calificó de «desastre». Explica que, a pesar de este tipo de iniciativas, el aspecto gráfico se reduce a «lo que se puede dibujar rápidamente al menor coste». Pero las películas no son de «baja calidad». Pero como escribió James Conniff en 1949 en The Marionetist (citado por John Grant), ya no podía realizar los cuatrocientos trucos porque «se había convertido en el modelo de virtud bajo la presión de casi 500 millones de fans que al año durante el cenit de su gloria pagó entradas [de cine]… para ver a su ídolo».
Oficialmente, su último filme que marcó el inicio de este período de ausencia data de 1942 con Symphony Hour. Pero hizo una aparición en 1943 en Pluto and the Armadillo y otra en 1946 en Squatter's Rights, que protagonizó. El protagonista continúa su vida principalmente gracias al cómic de las dos escuelas: la americana y la italiana. Manuel Gonzales se hizo cargo de las juntas dominicales en 1938. Es a finales de ese mismo año (el 22 de diciembre) que  aparece por primera vez en una tira cómica con pupilas negras sobre fondo blanco y no grandes óvalos negros (a veces biselados). El período parece corresponder con la asignación de alumnos por parte de Fred Moore durante la producción de El aprendiz de brujo, la secuencia de Fantasía. Varias otras características nuevas llegan poco después, como la alta proporción de historias de detectives para ayudar al comisionado O'Hara a enfrentarse a varios villanos como Pete y The Phantom Blot. En esta época Mickey interpretó un poco a Sherlock Holmes, asistido por Goofy como el Dr. Watson.
Este último nació con el comisario Finot entre mayo y septiembre de 1939 en Mickey Against the Black Ghost. También destacamos la llegada de Bill Wright como entintador, en sustitución de Ted Thwaites. A partir de 1943, Bill Walsh se hizo cargo de los guiones. Bajo su dirección, se cambiará nuevamente y perderá permanentemente su atuendo (bragas simples) el 3 de agosto de 1944, gracias a un viaje (quizás soñado) al futuro, a cambio de unos pantalones y una camiseta, en el mundo del mañana (31 de julio de 1944-11 de noviembre de 1944).

### 1953-1975: La televisión y los cómics reemplazan al cine
Después de la Segunda Guerra Mundial, reapareció en el cine con algunos cortometrajes entre 1946 y 1952, mientras que Alemania, privada de producciones americanas desde 1935, vio la reaparición del universo Disney a partir de 1951 con, entre otras cosas, el lanzamiento de la revista Micky Maus. En el lado estadounidense, después de 1953 no se produjo ninguna nueva película de animación.
Sin embargo, aparece «en persona» tanto en las pantallas de televisión en The Wonderful World of Disney (1954) como en Mickey Mouse Club (1955) y en el parque Disneyland. El Mickey Mouse Club se basa en el principio de programa de variedades y club, tomando el creado con el cine en los años treinta y adaptándolo a la televisión. El programa se emite los sábados por la mañana en ABC y presenta a un grupo de jóvenes apodados Mouseketeers realizando secuencias de canciones, juegos y otras actividades permitiendo interludios entre la emisión de series de televisión como El Zorro, «clásicos» de Mickey y Donald, o documentales. Estos últimos se orientan, en primer lugar, a la promoción del parque, cuya retransmisión constituye una contrapartida financiera. Los jóvenes se convertirán en estrellas de cine y televisión.
El personaje del parque evolucionó desde un disfraz simple, tomado de Ice Capades, un espectáculo de danza sobre hielo que se parece vagamente, a uno más redondo con proporciones más cercanas a las de los dibujos animados. David Koenig precisa que el personaje tuvo que hacerse más pequeño entre sus apariciones en los años 1950 y las de los años 1970 y por lo tanto «interpretado» por mujeres de estatura media. En cuanto al cómic, a partir de 1955, King Features Syndicate decidió dejar de seguir haciendo y sólo aceptó tiras cómicas. Por lo tanto, sus historias continúan sólo en libros o revistas. Así, la editorial italiana Mondadori se ve obligada a encargar relatos de autores.
Esta producción de una sola prensa permite a Gottfredson y a una multitud de animadores, principalmente estadounidenses, italianos, daneses y franceses, crear más de 20 000 relatos y expandir el mundo alrededor de Mickey. y expandir el mundo alrededor. Pero debemos rendir especial homenaje a diseñadores italianos como Romano Scarpa y Giorgio Cavazzano quienes, como señala David Gerstein, preservaron el mundo creado por Gottfredson y al mismo tiempo lo revitalizaron.

### 1975-1999: un período intermedio
Se pasa página en 1975, con la jubilación de Gottfredson, mientras que en 1984, Michael Eisner asume el cargo de director de The Walt Disney Company. Un acontecimiento especial de este período intermedio en la historia de la compañía es la entrega de una estrella en el paseo de la fama de Hollywood el 18 de noviembre de 1978 en honor a su cincuenta cumpleaños, así como una placa en el Teatro Broadway (anteriormente Colony Theatre) donde tuvo lugar el estreno de Steamboat Willie en 1928. Es el primer personaje animado en recibir esta distinción. Está ubicada en 6925 Hollywood Boulevard.
En 1979 Disneyland Records publicó Mickey Mouse Disco, un álbum musical que comprende versiones disco de clásicos musicales, y promocionado por una recopilación de cortometrajes animados, lanzado el 25 de junio de 1980. Una fecha para el resurgimiento podría ser 1983 con el estreno de la película Mickey's Christmas Carol, que también era una oportunidad para presentar muchos personajes ausentes durante mucho tiempo en la pantalla y que coincidió con el estreno de Disney Channel y de su primer videojuego, Sorcerer's Apprentice, para Atari 2600. El 21 de mayo de 1986, el francés Claude Marin dibuja el personaje bajo la apariencia de un bebé en la serie Disney Babies, cuya publicación comenzó en el número de 1769 del Journal de Mickey.
El verdadero renacimiento se debe a una «guerra» de estudios que comenzó hace varias décadas. Enfrenta a Mickey Mouse de Disney contra Bugs Bunny de Warner Bros. para el lugar del personaje animado más popular. Un momento histórico en el cine es su presencia en la misma cinta, la famosa ¿Quién engañó a Roger Rabbit?, dirigida por Robert Zemeckis y estrenada en 1988. Warner y Disney firmaron un contrato que estipulaba que cada uno de los dos debía tener la misma longitud y el mismo tiempo de conversación redondeado al microsegundo más cercano. La escena de la caída al vacío entre los dos héroes «intentando» ayudar a Eddie Valiant está en la final, una de las raras escenas con ambos. En la guerra, esta batalla termina en una especie de status quo. En 1993, consiguió un lugar real para vivir con una casa construida en Mickey's Toontown en Disneyland, inspirada en la de los cómics. A su alrededor se encuentran las casas de Minnie, Goofy, el árbol de Chip y Dale y un barco de Donald. El estreno cinematográfico más reciente sigue siendo el cortometraje Runaway Brain (1995).

### Desde 1999: Mickey en todos los medios
Además de una brevísima aparición en Fantasía 2000 donde agradece a los dos directores, James Levine y Leopold Stokowski, su presencia tras la secuencia de El aprendiz de brujo, una repetición de Fantasía de 1940 y aunque Disney anunció el estreno de una nueva historia. Mientras tanto, apareció en vídeo en 1999 en Mickey's Once Upon a Christmas. Desde entonces, reapareció en 2004 en Mickey, Donald, Goofy: Los Tres Mosqueteros, todavía en animación tradicional, y en Mickey's Twice Upon a Christmas en digital. A partir de finales de la década de 1990, protagonizó varias series de televisión, como Mickey Mouse Works (1999-2000), House of Mouse (2001-2003) y La casa de Mickey Mouse (2006-2016). También está presente, como personaje no visible, en el episodio «You Oughta Be In Toons» de Bonkers (1993-1995). Entre 1999 y 2001, era el protagonista de una nueva revista creada en Italia, MM Mickey Mouse Mystery Magazine. Esta publicación de doce capítulos se desarrolla en un pueblo distinto a Mickeyville y tiene un estilo narrativo más adulto. Gráficamente, toma el estilo de Gottfredson pero puede acercarse más a los cómics negros americanos como Batman.
En 2002, Mickey apareció en el videojuego Kingdom Hearts junto a otros personajes de Disney pero también de Square Enix. En 2003, se convirtió en un peluche interactivo con Pal Mickey, quien también interactúa con ciertos elementos de los parques temáticos estadounidenses de Disney (Disneyland Resort y Walt Disney World Resort). También en 2004 apareció en el segundo escenario del juego Kingdom Hearts: Chain of Memories. El día de Año Nuevo de 2005, tuvo el honor de ser el «Gran Mariscal» del Desfile del Torneo de las Rosas en Pasadena. El mismo año, vuelve a estar presente en Kingdom Hearts II, y por tanto confirma su presencia en el resto de títulos de la saga Kingdom Hearts. Una tira cómica publicada en 2006 en Journal de Mickey da su nombre de bautismo como Michael Theodore Mouse. Le Monde señala también que Michael es su nombre original. El 1 de junio de 2010, Glénat anunció la difusión en cómics de las obras completas de Mickey Mouse y el Pato Donald en 2011 y 2012 así como nuevas historias. En 2010, Disneyland Resort ofreció una persona disfrazada en el parque junto con tecnologías interactivas similares a Turtle Talk with Crush interactuando con los visitantes, seguido en 2011 por una variación en Magic Kingdom de Walt Disney World Resort.
El 13 de marzo de 2013, se emitió Croissant de Triomphe, un cortometraje en 2D con Mickey y Minnie en París, el primero de una serie de televisión compuesta inicialmente por veinte. El 23 de abril de 2013, Walt Disney Animation Studios transmite en Internet Get a Horse! un corto al estilo de los años 1920, posteriormente siendo presentado el 11 de junio de 2013 en el Festival Internacional de Cine de Animación de Annecy. El 22 de junio de 2013, Disney Mobile desarrolló la franquicia ¿Dónde está mi agua?, incluyendo ¿Dónde está mi Mickey?, una variación basada en el personaje.
El 11 de septiembre de 2015, Glénat anuncia nuevas narraciones protagonizadas por Mickey Mouse de Régis Loisel, Cosey, Tébo, Lewis Trondheim y Nicolas Keramidas. El 22 de enero de 2018, Disney World detiene las versiones parlantes lanzadas en 2011. El 9 de noviembre de 2020, lanza un anuncio navideño animado «La magie d'être ensemble», donde aparece en forma de peluche. El 18 de noviembre de 2020, con motivo del 92 cumpleaños, se estrenó la serie The Wonderful World of Mickey Mouse en la plataforma Disney+, como continuación de la serie de Mickey Mouse de 2013.
Los derechos de autor sobre la imagen de Mickey en Steamboat Willie prescribiron el 1 de enero de 2024, entrando dicha versión del personaje en dominio público.

## Medios

### Filmografía

#### Cortometrajes
De 1928 a 1953, Mickey Mouse apareció en 119 películas (87 de ellas durante la década de 1930). En 1934, recibía más cartas de aficionados que cualquier otra estrella de Hollywood. Esta es una lista de algunas los cortos más destacadas:
- Plane Crazy (1928): Primer cortometraje con la aparición de Mickey Mouse producido, primera aparición de Minnie
- The Gallopin' Gaucho (1928): Primer encuentro de Mickey y Pete
- Steamboat Willie (1928): Primera caricatura con sonido, primer lanzamiento público y nacimiento oficial.
- The Chain Gang (1930): Primera aparición de Pluto
- Mickey's Revue (1932): Primera aparición de Goofy
- Orphan's Benefit (1934): Primera aparición del pato Donald junto a Mickey
- Mickey's Service Station (1935): Primera aparición del trío Mickey, Donald y Goofy
- The Band Concert (1935): El primer cortometraje en color de Mickey
- The Pointer (1939): Primera aparición de Mickey en su aspecto actual
- Symphony Hour (1942): Último corto oficial antes de 1947
- Pluto and the Armadillo (1943): Mickey hace su última aparición antes de 1946
- Squatter's Rights (1946): Mickey hace acto de presencia
- Mickey's Delayed Date (1947): Primer cortometraje de Mickey desde 1942
- The Simple Things (1953): El último cortometraje de Mickey antes de 1995
- Mickey's Christmas Carol (1983; mediometraje): Regreso de Mickey a la pantalla
- Mickey's Field Trips, serie educativa que incluye tres películas estrenadas en septiembre de 1987 (The Fire Station, The Hospital, The Police Station) y uno en julio de 1989 The United Nations.[77]
- El príncipe y el mendigo (1990; mediometraje)
- Runaway Brain (1995): Primer cortometraje desde 1953
- Get a Horse! (2013): Primer cortometraje desde 1995, y el primero en combinar animación tradicional y por computadora

#### Largometrajes
- Fantasía (1940)
- Fun and Fancy Free (1947)
- ¿Quién engañó a Roger Rabbit? (1988; cameo)
- A Goofy Movie (1995; cameo)
- Fantasia 2000 (1999)
- Mickey's Once Upon a Christmas (1999)
- Mickey's Magical Christmas (2001)
- Mickey's House of Villains (2002)
- Mickey, Donald, Goofy: Los Tres Mosqueteros (2004)
- Mickey's Twice Upon a Christmas (2004)

#### Series de televisión
- Mickey Mouse Works (1999-2000)
- House of Mouse (2001-2003)
- La casa de Mickey Mouse (2006-2016)
- Mickey Mouse (2013-2019)
- Mickey Mouse Mixed-Up Adventures (2017-2021)
- The Wonderful World of Mickey Mouse (2020-2023)
- Mickey Mouse Funhouse (2021-presente)

### Cómics
La historia en los cómics comenzó en enero de 1930 con el lanzamiento de una tira cómica diaria, Mickey Mouse bajo licencia de King Features Syndicate, dibujada por Ub Iwerks y entintada por Win Smith. Floyd Gottfredson reemplaza a Iwerks, que acaba de dejar el estudio, a partir de abril. El año 1932 continúa con varias ediciones dispares como un Big Little Book dedicado al personaje publicado por Whitman Publishing, un libro promocional de 48 páginas acompañado de una película producida por United Artists y el primer estreno de Mickey Mouse Melodeon en noviembre.
El año 1933 supuso un punto de inflexión con la publicación en Italia de un periódico llamado Topolino, nombre de Mickey en italiano, que en 1949 se convertiría en una revista del mismo nombre Topolino. También en enero de 1933, Kay Kamen lanza el semanario Mickey Mouse. A continuación se producirán nueve difusiones mensuales que se distribuirán en cines y grandes almacenes. Se reanuda en una segunda versión en noviembre de 1932 con el apoyo de los productores de leche estadounidenses que los utilizaron como medio publicitario hasta 1935.
El 5 de junio de 1934, Walt Disney Productions registra una marca registrada de Mickey Mouse para la difusión de libros, revistas y periódicos. El 15 de mayo de 1935, se lanzó una tercera versión de Mickey Mouse Magazine, a un precio de diez centavos, pero la segunda versión finalizó en octubre mientras que la tercera pasó a una tarifa mensual. Llega en septiembre de 1940 y se convierte en Walt Disney's Comics and Stories. La marca registrada se utiliza en los banners del relato y permite ediciones internacionales. Entonces en octubre de 1934, le Journal de Mickey aparece en Francia. Luego, en 1936, se publicó una versión serbia llamada Mikijevo Carstvo (publicada hasta 1941), así como una versión sueca llamada Musse Pigg-tidningen. Este último ha sido publicado por Åhlén & Åkerlund y se revelaron 23 hasta 1938. El título alemán, Micky Maus, ha sido lanzado en 1951 por Ehapa.
Desde 1930, Mickey Mouse ha aparecido en varios miles de historias. El sitio INDUCKS enumera en 2017 según países y productores:
- Estados Unidos
  - Tiras diarias: 12.411 historias
  - Tiras dominicales: 2.945 historias
  - Cómics americanos:
    - Dell Comics/Western Publishing: 1.128 historias
    - Disney Studio (décadas de 1960-1980, década de 2000): 1.341 pisos
    - Disney Comics: 62 historias
    - Gladstone/Another Rainbow: 4 historias
- Italia: Mondadori/Disney Italia: 4.011 historias
- Dinamarca: Gutenberghus/Egmont: 3.550 pisos
- Francia: Édi-Monde/Disney Hachette Presse: 2.990 historias
- Brasil: Abril: 388 historias
- Países Bajos: Oberon/GP/VNU: 543 historias
- Reino Unido: Ehapa: 116 historias
- Producciones varias (p. ej.  Argentina,  Bélgica): 128 historias

### Videojuegos
Hay varios videojuegos basados en el personaje o que lo utilizan, incluidas dos series importantes, Kingdom Hearts y The Magical Quest. Excepto en la serie Kingdom Hearts y en Epic Mickey, cuando aparece en un juego, generalmente está dirigido a gente más joven, como Disney Party o Walt Disney World Magical Racing Tour.
| Título                                                    | Año  | Plataforma | Distribuidora                 |
| --------------------------------------------------------- | ---- | --- | ----------------------------- |
| Mickey Mouse                                              | 1981 | Game & Watch: Wide Screen                                                                                          | Nintendo                      |
| Sorcerer's Apprentice                                     | 1983 | Atari 2600 | Atari                         |
| Mickey Mouse                                              | 1984 | Game & Watch: Panorama                                                                                             | Nintendo                      |
| Mickey's Space Adventure                                  | 1986 | Apple II, Commodore 64, DOS, TRS-80 CoCo                                                                           | Sierra Entertainment, Inc.    |
| Mickey Mousecapade                                        | 1987 | NES | Capcom U.S.A., Inc.           |
| Mickey Mouse: The Computer Game                           | 1988 | Amiga, Amstrad CPC, Atari ST, Commodore 64, ZX Spectrum                                                            | Gremlin Graphics Software     |
| Mickey Mouse (sólo en Japón)                              | 1989 | Game Boy | Kotobuki System Co., Ltd.     |
| Castle of Illusion Starring Mickey Mouse                  | 1990 | Game Gear, Mega Drive, Master System                                                                               | Sega Enterprises              |
| Mickey Mouse                                              | 1991 | Game Boy | Kemco                         |
| Mickey's Dangerous Chase                                  | 1991 | Game Boy | Capcom                        |
| Mickey's Crossword Puzzle Maker                           | 1991 | Apple II, DOS | Walt Disney Computer Software |
| Fantasia                                                  | 1991 | Mega Drive | Sega of America               |
| World of Illusion Starring Mickey Mouse and Donald Duck   | 1992 | Mega Drive | Sega of America               |
| The Magical Quest starring Mickey Mouse                   | 1992 | Super Nintendo | Capcom                        |
| Land of Illusion Starring Mickey Mouse                    | 1992 | Game Gear, Master System                                                                                           | Sega Enterprises              |
| Mickey's Adventures in Numberland                         | 1994 | Nintendo Entertainment System                                                                                      | Beam Software Pty             |
| Mickey Mania                                              | 1994 | Mega Drive, PlayStation, Sega CD, Super Nintendo                                                                   | Sony Computer Entertainment   |
| The Great Circus Mystery starring Mickey and Minnie Mouse | 1995 | Game Boy Advance, Mega Drive, Super Nintendo                                                                       | Capcom                        |
| Mickey's Ultimate Challenge                               | 1994 | Super Nintendo, Game Boy, Mega Drive, Master System, Game Gear                                                     | Nintendo                      |
| Disney's Magical Quest 3 Starring Mickey & Donald         | 1995 | Game Boy Advance, Super Nintendo                                                                                   | Capcom                        |
| Mickey's Wild Adventure                                   | 1996 | port de Mickey Mania (1994) a PlayStation                                                                          | Disney Interactive            |
| Mickey's Racing Adventure                                 | 1999 | Game Boy Color | Rare                          |
| Mickey's Speedway USA                                     | 2000 | Nintendo 64 | Rare                          |
| Mickey's Speedway USA                                     | 2001 | Game Boy Color | Rare                          |
| Disney's Mickey Saves the Day: 3D Adventure               | 2001 | Microsoft Windows                                                                                                  | Disney Interactive            |
| Disney's Magical Mirror Starring Mickey Mouse             | 2002 | GameCube | Nintendo                      |
| Disney's Party                                            | 2002 | GameCube, Game Boy Advance                                                                                         | Electronic Arts               |
| Kingdom Hearts                                            | 2002 | PlayStation 2 | Squaresoft                    |
| Kingdom Hearts: Chain of Memories                         | 2004 | Game Boy Advance                                                                                                   | Square Enix                   |
| Kingdom Hearts II                                         | 2005 | PlayStation 2 | Square Enix                   |
| Epic Mickey                                               | 2010 | Wii | Disney Interactive Studios    |
| Kingdom Hearts: Birth by Sleep                            | 2010 | PlayStation Portable                                                                                               | Square Enix                   |
| Kingdom Hearts 3D: Dream Drop Distance                    | 2012 | Nintendo 3DS | Square Enix                   |
| Epic Mickey 2: The Power of Two                           | 2012 | Wii, Wii U, Xbox 360, PS3, PC                                                                                      | Disney Interactive Studios    |
| Castle of Illusion                                        | 2013 | remake del juego original, en Xbox 360, PS3, PC                                                                    | Sega                          |
| Disney Infinity                                           | 2013 | PlayStation 3, Xbox 360, Wii U, Wii, Nintendo 3DS, Android, iOS, PC, Steam, Windows 8                              | Disney Interactive Studios    |
| Disney Infinity 2.0                                       | 2014 | PlayStation 4, Xbox One, PlayStation 3, Xbox 360, Wii U, Wii, PlayStation Vita, Android, iOS, PC, Steam, Windows 8 | Disney Interactive Studios    |
| Disney Infinity 3.0                                       | 2015 | PlayStation 4, Xbox One, PlayStation 3, Xbox 360, Wii U, Android, iOS, PC, Steam, Windows 8                        | Disney Interactive Studios    |
| Kingdom Hearts III                                        | 2019 | PlayStation 4 | Square Enix                   |
| Disney Illusion Island                                    | 2023 | Nintendo Switch | Dlala                         |

### Productos derivados

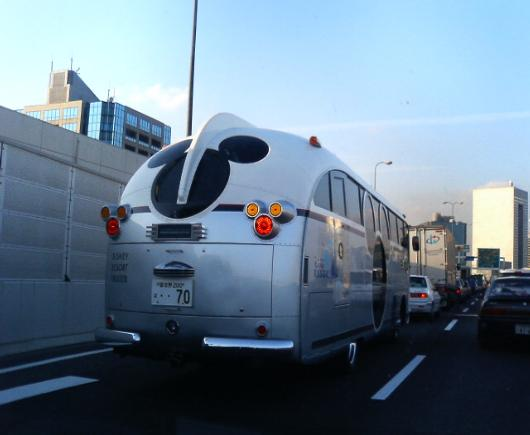
Un uso original de Mickey en los autobuses del Tokyo Disney Resort.

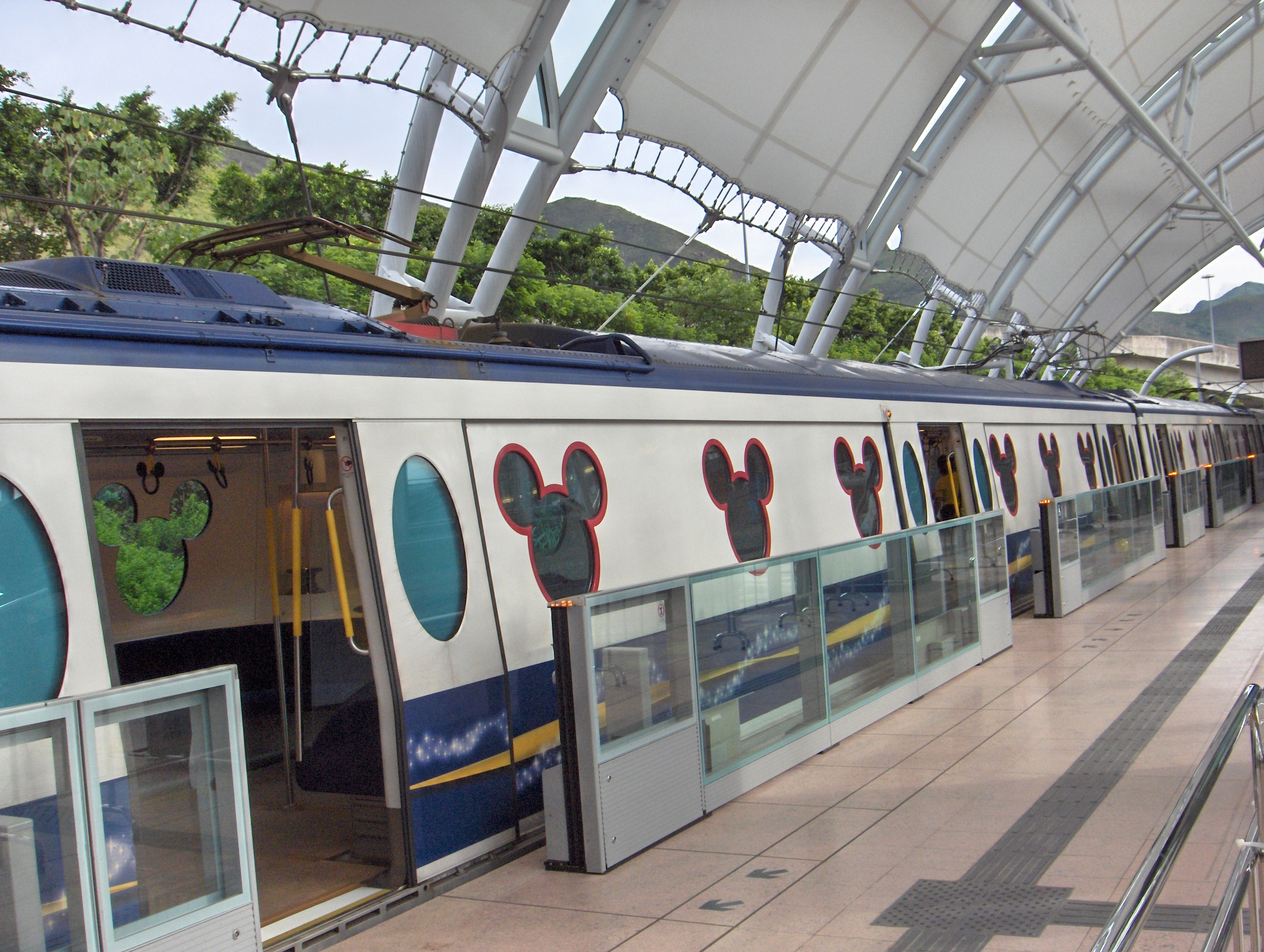
Otro uso original de Mickey en el metro que sirve en Hong Kong Disneyland Resort.

Desde los inicios de Walt Disney Company, Mickey Mouse ha sido objeto de multitud de productos derivados; ¡Tenía un muñeco a su imagen ya en 1930! Gracias a la venta de productos derivados primero a través de un único agente, Kay Kamen, luego a través de sus propios servicios (Disney Consumer Products), la empresa obtuvo importantes beneficios que le permitieron aumentar continuamente la calidad de sus producciones.
Se ha convertido en el símbolo de la empresa, una de las pocas marcas mundialmente famosas, junto con Coca-Cola y los poderosos conglomerados que controlan casi todos los medios de comunicación.
Mickey Mouse se ofrece como imagen de una amplia gama de productos de Disney Consumer Products que se pueden clasificar en las diferentes entidades de esta compañía. El personaje se fija en prendas de vestir, objetos cotidianos (ropa de dormitorio, ropa de cama y accesorios de cocina, etc.), adornos, artículos de papelería, dispositivos eléctricos o electrónicos (incluidos ordenadores) o simplemente juguetes. Sin embargo, podemos distinguir algunos en esta lista de Prévert:
- Relojes Mickey en 1932 que ayudaron a la empresa Ingersoll-Waterbury a salir de la quiebra.[162]
- Los trenes en miniatura de Lionel en 1934, que también se salvaron de la quiebra.[163]
- la aparición de Mickey Mouse en las cajas de cereales Post Toasties de General Foods en 1934. Mickey es el primer personaje que apareció en una caja de cereales. General Food pagó USD 1,5 millones por un año de uso.[144]
- Pal Mickey, un peluche interactivo producido por Walt Disney Parks and Resorts.[164]
- Mickey's Kitchen, dos restaurantes de comida rápida abiertos en 1990, cada uno contiguo a una Disney Store, uno en Montclair (California) y el otro en Schaumburg (Illinois), cerraron rápidamente.[74]
- el reproductor de música digital Mix Stick lanzado en 2005.[165]
- la colección de objetos de interior Vault 28 lanzada en 2005 con gráficos de las décadas de 1920 a 1940.[166]
- Monedas de euro con su imagen para celebrar su 90 cumpleaños en 2018.[167]

## Análisis del personaje y de la serie

### Un símbolo de los inicios del cine
Su aparición justo antes de la década de 1930 coincidió con una multitud de avances técnicos en el cine y la animación. Mickey comenzó su carrera tímidamente, en blanco y negro y sin sonido, a principios de 1928. Antes de terminar el año «habla». Se inicia la técnica del cinematografía sonora y el público se aficiona mucho a él. En pocos meses, varios cientos de cinema de todo Estados Unidos invirtieron en equipos de audio que debían ser rentables. En marzo de 1929, Walt Disney produjo el cuarto, lo que le permitió tener cuatro películas sonoras en su catálogo, mientras muchos competidores aún dudaban en utilizar esta novedad. Pat Powers, su agente, gracias a la buena acogida de la gente, ofreció las cintas en numerosas salas. En menos de un año, se convirtió en un personaje conocido en todo el país pero también a nivel internacional. Para el psicólogo Lawrence Gould, «los cortos de Donald y Mickey contienen un deseo colectivo de escapar de las presiones de la vida moderna y volver a la infancia».
Figuras como el gato Félix quedan eclipsados por este ratón parlante. Como explica Nicole Bungener en su resumen sobre el arte de la caricatura inspirado en la biografía de Bob Thomas en Le Monde enchanté de Walt Disney - L'univers Inconnu, lo que diferenciaba de sus competidores era sobre todo el hecho de que tenía un personaje, aunque el sonido era de gran ayuda para identificarlo. Podemos matizar un poco esta afirmación porque Félix acababa de detener la producción en agosto de 1928, las películas entonces en desarrollo todavía se estrenaron hasta 1931. Graham Greene lo describe como una mezcla del roedor Fred Astaire y el personaje de Charlot de Charles Chaplin. Mickey también hace referencia a los estereotipos de minstrel, cantando, bailando y sonriendo constantemente, como los negros en los espectáculos.
Frank Capra, en su autobiografía The Name Above the Title, habla de su primer encuentro con Mickey Mouse y simplemente escribe que las imágenes y el audio estaban magníficamente sincronizados y que ha sido nuevo y emocionante. Neil Sinyard señala que Capra era entonces un director reconocido y que el impacto en la gente seguramente fue mayor. Agrega que en la década de 1930 el nivel de los estándares de animación aumentó dramáticamente a medida que Disney estableció y consolidó su preeminencia en el campo.

### Evolución gráfica
El personaje ha evolucionado desde su creación en 1928. Es posible definir varios períodos, de desigual duración. El primero es de creación y su definición de la mano de Ub Iwerks. Durante esta etapa la línea aún no es definitiva. El ratón, reconocible sólo por su cola, su hocico y sus orejas, se aleja un poco de los estándares de la época, aunque toma prestados muchos rasgos de ellos. A menudo se dice que Mickey desciende de Oswald debido a que su padre, diseñador gráfico, es idéntico. Sin embargo, está más cerca de Julius, un clon de gato Félix presente en las Comedias de Alicia, mientras que Oswald se inspira en las ratas que viven en el mismo mundo de Alice.
- Oswald tiene orejas largas y colgantes, una cara alargada (puntiaguda como la de un ratón), piernas largas en tres segmentos, incluidos pies planos y alargados, y cinco dedos. Estos elementos se encuentran en los dibujados por Hugh Harman.[176] El estómago es ligeramente «barrigón» debido a un tronco un poco más largo que el de Félix-Julius o Mickey. Donald Crafton lo llama «básicamente Félix el gato con orejas caídas».[177][178]
- Mickey está más cerca de Félix-Julius con un abdomen perfectamente redondo, una cabeza redonda, ambos de tamaños equivalentes,[g][179] ojos ovalados que resaltan sobre una cara negra, brazos y piernas flexibles hechos de «mangueras de goma»[180] y pies redondeados. Sólo tiene cuatro dedos por razones artísticas (según Walt Disney, una mano de cinco para un ratón parecería un racimo de plátanos al final del brazo) y económicas (ahorrar tiempo y millones para hacer una película de 6 min 30 animación compuesta por 45 000 dibujos).[181] Frank Thomas y Ollie Johnston describen «Mickey Mouse en sus primeros días como un Oswald con orejas redondas, nariz bulbosa y cola larga y delgada».[177][182] Mickey no lleva el traje más simple (un pelaje) como Félix y usa zapatos, pantalones de dos botones (blancos con botones negros luego con el uso del color, rojos con botones amarillos de 1935) y de marzo de 1929, un par de guantes (ver Una evolución gráfica: el primer par de guantes). La forma redondeada y suave de estos protagonistas conmueve al público que, según Steff, se siente impulsado a tomar al héroe en sus brazos.[180]

Thierry Steff indica que los dibujos de Hugh Harmann y Ham Hamilton ya prefiguran en el filme Tall Timber (estrenada en julio de 1928) pero tienen garras porque son osos y no ratones. Sin embargo, las orejas redondas en las vistas de tres cuartos de la cara y la sonrisa recuerdan extrañamente a Mickey. Los cortometrajes Plane Crazy y The Gallopin' Gaucho muestran a uno menos redondeado, principalmente en la cara, que en la posterior Steamboat Willie. Ub IWerks domina su nuevo personaje, que evoluciona hasta alcanzar una cierta coherencia a partir de la primavera de 1929. Hasta 1930, el estilo evoluciona poco mientras evoluciona.
La partida de Iwerks en la primavera de 1930 obligó a los estudios a buscar un reemplazo. Es David Hand para las caricaturas y Floyd Gottfredson para los cómics. Es este último el que establece un nuevo estilo gráfico pero también para su entorno. Además, como Gottfredson dirigió y supervisó las historias hasta 1975, su apariencia mantiene una consistencia que nos parece familiar. Sin embargo, a finales de 1938 apareció un nuevo elemento: Mickey estuvo dibujado en las historietas con pupilas negras sobre fondo blanco para ampliar su gama de expresiones. En la animación, este cambio aparece un poco más tarde en The Pointer (1939) y además aumenta de peso para estar más en relieve. El artista Fred Moore, entre otras cosas, le regaló ojos con pupilas negras sobre fondo blanco.
En 1941, en The Little Whirlwind, sufrió cambios menores que sólo duraron durante la Segunda Guerra Mundial: sus orejas ahora se movían en perspectiva, a veces formando óvalos y su cuerpo se hizo más delgado pero su cabeza, sus manos y sus pies se hicieron más grandes. El resto de novedades se refieren principalmente al mundo que lo rodea, ya sea su enriquecedor vestuario o sus nuevos amigos. Así que adoptó los pantalones en 1943 gracias a Bill Walsh. Sin embargo, el naturalista Stephen Jay Gould en un ensayo publicado en mayo de 1979 y relatado por John Grant, señala una evolución gráfica desde una perspectiva antropológica. Las transformaciones a través del tiempo han tenido el efecto general de hacerlo más joven. Al mismo tiempo, el rostro se volvió menos travieso y «más juvenil. El tamaño de su cráneo aumentó, así como el tamaño de su cabeza en relación al resto del cuerpo... sus piernas se hicieron más cortas pero más gruesas, sus ojos se volvieron relativamente mucho más grandes. Todos estos acontecimientos son signos de una juventud cada vez mayor».
John Hench crea retratos de Mickey con una apariencia más sofisticada —incluso más «hombre moderno»— para sus cumpleaños tras un concurso lanzado internamente por Walt Disney en 1953 con motivo del 25.º aniversario. Creó estos tratando de recordar no a él sino el espíritu de su creador, el padre de su personalidad, Walt Disney. A partir de 1983, Mickey cambió gráficamente pero simplemente porque apareció en un nuevo medio, el videojuego. Sigue siendo en 2D, pero en los albores del siglo XXI, el 3D significa que debe poder verse desde todos los lados y parecer grueso. La compañía fue aún más lejos en 2006, cuando se transformó en un personaje digital tridimensional en la serie La casa de Mickey Mouse.
Una de las constantes del dibujo es que, cualquiera que estuviera la posición de su cabeza, sus orejas siempre eran redondas; hoy, con la transición al 3D, hay dudas sobre el comportamiento de los oídos, a veces siempre del lado del espectador (como en la serie La casa de Mickey Mouse, a veces enteramente modeladas en tres dimensiones y con un espesor (como en Kingdom Hearts II). La sencillez se debe, al igual que su cola, a que está hecha con un simple trazo de lápiz, para ahorrar tiempo. La distintiva silueta es tan repetida que se ha convertido en un símbolo universalmente reconocido, plagiado y mal utilizado de la compañía. Sin embargo, cabe destacar la aparición desde el verano de 2006 de una gama de productos denominada Disney Cuties que presenta a Mickey Mouse en un aspecto simpático (kawaii), un estilo gráfico inspirado en el manga y, más concretamente, en los personajes de Hello Kitty y Pucca.

### Mickey también es una voz
Una parte importante de su personalidad en pantalla se debe a su tímida voz en falsete. Los primeros cortometrajes no incluían letra, pero el propio Walt Disney le dio voz. Walt se enorgullecía de ello. En ocasiones, Carl W. Stalling y Clarence Nash lo ayudaron en algunos doblajes difíciles, pero a estos últimos no se les atribuye el crédito. En 1946, se vio demasiado abrumado por la gestión de su empresa como para garantizar la grabación regular; además, parece que su hábito de fumar cigarrillos había perjudicado su voz (Leonard Mosley habla incluso de tos crónica y de silbidos casi constantes).
Luego nombró a Jim MacDonald, un exmúsico y actor que había trabajado para el estudio durante mucho tiempo. Se puede escuchar a Walt y Jim en la banda sonora de la película Fun and Fancy Free. Ambos comparten la ocupación en esta, con MacDonald proporcionando el aullido en falsete que Disney ya no puede lograr. Realizó doblaje de cortometrajes y de varios proyectos televisivos y publicitarios hasta su jubilación en 1983. Sin embargo, podemos destacar la excepcional participación de Walt en las introducciones de The Mickey Mouse Club de 1954 a 1959 y en el episodio de la serie Disneyland el 11 de septiembre de 1958. Posteriormente, Peter Renaday y en ocasiones Stan Freberg también la dieron a Mickey.
En 1983, Wayne Allwine prestó su voz en la cinta Mickey's Christmas Carol. Para que conste, Allwine está casada con Russi Taylor, la entrada actual de Minnie Mouse. Se puede observar una excepción en el trabajo de Allwine en 1987, Les Perkins apodó a Mickey para el especial Down and Out with Donald Duck. Con su muerte en mayo de 2009, la compañía Disney tuvo que buscar una nueva para su mascota. Bret Iwan, exartista de postales de Hallmark Cards, es elegido en mayo de 2009 y sus primeros papeles era para los juguetes, comerciales de Disney Cruise Line y el programa Disney on Ice: Celebrations.

### El carácter del personaje
Inicialmente, Mickey es un personaje travieso y astuto e incluso un poco «mago». De este modo, podría transformar una cabra en un gramófono (en Steamboat Willie) o un basset hound en una goma elástica para lanzar su avión (en Plane Crazy). Cabe recordar que Walt Disney tenía en ese momento 26 años. También posee un optimismo insaciable y una perseverancia inquebrantable. Recién comienza a hablar después de un año de existencia. Estos comienzos se convierten en palabras inicialmente sencillas y luego más comprensibles, pero conservando una risa que se ha hecho famosa.
Durante el período de depresión económica que sufrió Estados Unidos en la década de 1930, estos rasgos permitieron reír al público. Mickey y sus amigos ofrecen a los estadounidenses la oportunidad de relajarse con sus payasadas justo antes de la emisión de noticias de cine o largometrajes. Es entonces la síntesis, «el epítome», del carácter rural general de Walt Disney. Su fama creció muy rápidamente y el 16 de febrero de 1931 la revista Time le dedicó un importante artículo. El periodista finaliza su artículo con estas palabras:

«Gran amante, estudiante, soldado, marinero, cantante, torero, magnate, jockey, boxeador, piloto de carreras, aviador, granjero. Mickey Mouse vive en un mundo en el que el espacio, el tiempo y las leyes de la física son nulas. Puede meterse en la boca de un búfalo, sacarle los dientes y utilizarlos como castañuelas. Puede dirigir una banda de música o tocar solos de violín; su ingenio es ilimitado; el nunca pierde».
Time Magazine

Tras la crisis, con la edad y la popularidad, se convirtió en un símbolo nacional americano. Por tanto, los escenarios de Walt Disney deben garantizar que se comporte correctamente en todas las circunstancias. Con una sucesión de papeles, se vuelve cada vez más humano pero cada vez menos travieso para que las situaciones cómicas no ofendan a nadie. Estos numerosos roles ofrecen al público la oportunidad de identificarse con el héroe. Pero también permiten a Disney liberarse del personaje del héroe guardián de una determinada moral. Rápidamente se convirtió en el embajador de los puntos de vista, principalmente morales, defendidos por Walt Disney y luego por toda la compañía. Pero esto fijó su carácter. La personalidad se suaviza a favor de la gente, estos actuaciones cómicas luego se transfieren a estos coadyuvantes.

### La familia de Mickey
Mickey, a diferencia de varios personajes, tiene una familia numerosa pero rara vez unida. Principalmente tiene una serie de tíos, tías y primos, pero no sabemos hasta qué punto. Los miembros cercanos se crearon en la década de 1930: sus dos sobrinos Morty y Ferdie Fieldmouse en 1932 y una Maisy (única aparición) en 1934. Robert Teinman enumera una veintena de parientes más o menos lejanos, pero ningún cercano.

### Mickey, un ícono americano y global

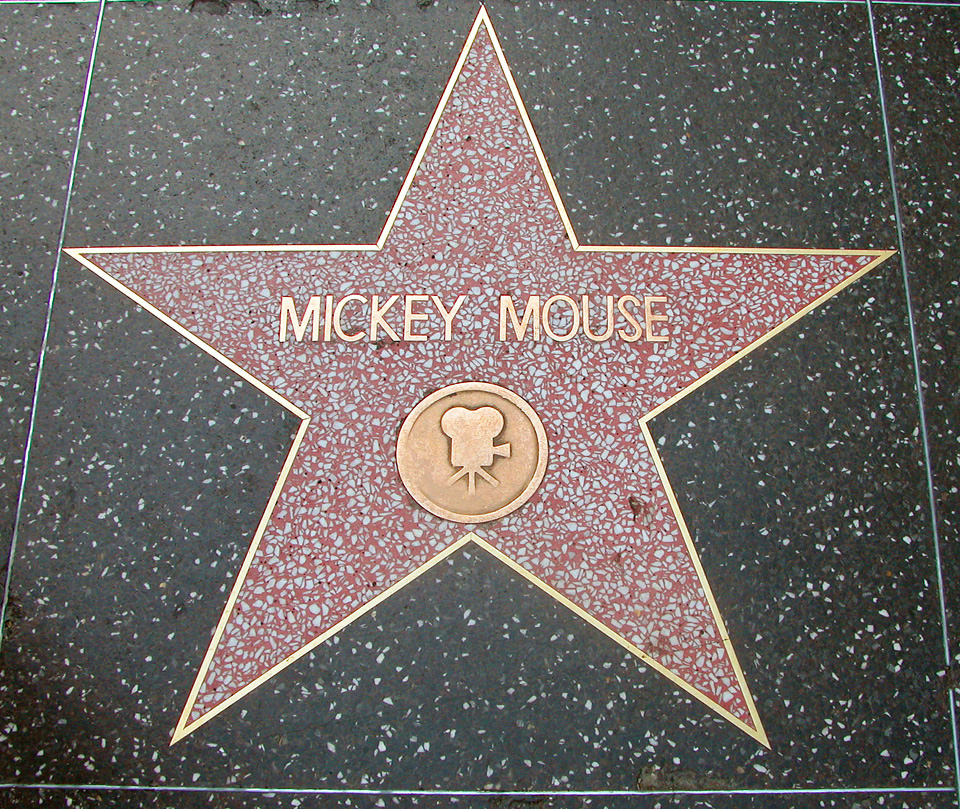
La estrella de Mickey en el paseo de la fama de Hollywood, en Los Ángeles

Entre su aparición en las pantallas de cine a finales de los años 1920 y mediados de los 1930, se convirtió en un símbolo para los estadounidenses. Los entretuvo durante la Depresión, luego en la televisión, en parques de diversiones, en libros y periódicos. Sin embargo, los valores humanistas, la moralidad, el optimismo y la alegría inculcados por los animadores han tocado a generaciones de espectadores en todo el mundo.
El ascenso de Mickey Mouse a la prominencia se debe a varios factores importantes que surgieron en los primeros cinco años de existencia del ratón. Como hemos visto, es el primer personaje de dibujos animados con carácter y «habla» en el cine. Presenta un optimismo ilimitado mientras Estados Unidos se encuentra en medio de una crisis. Su éxito también está ligado a la aparición del Mickey Mouse Club. Inicialmente ha sido eventos comerciales lanzados por directores, el primero se estrenó el 11 de enero de 1930 en Los Ángeles y tuvo lugar en el Fox Dome Theatre. Estos consisten en sesiones de transmisión de episodios dirigidas a niños y sirven como un lugar para cuidar niños. Los críos reciben una tarjeta de membresía que les permite tener descuentos, regalos y otros beneficios. El club rápidamente se hizo muy popular, Robert Heide y John Gilman indican que tenía más de un millón de miembros en 1932, la suma de los Boy Scouts y Girls estadounidenses. Además, como hemos visto, cuenta con unos gráficos entrañables y elementos de rápida identificación. Durante la etapa de depresión todos estos elementos hicieron que la gente se apegara a Mickey y lo viera como un ser humano y un ejemplo a seguir.
El Mickey Mouse Club también permite a muchos fabricantes llegar a un público joven. Así, se producen, distribuyen y venden a niños y padres numerosos artículos que lo representan: juguetes, máscaras, libros. (Ver Productos derivados). La falta de organización inicial se compensa rápidamente con Kay Kamen, que gestiona miles de licencias para Disney. Una ola de Mickey está arrasando América. Así, en 1933, sólo recibió más de 800 000 cartas de aficionados.
A partir de los años treinta, encarnó un éxito del sueño americano para su creador. Walt, al borde de la quiebra varias veces, e incluso en depresión en 1931, logra hacer una fortuna y aterrizar cada vez con éxito gracias a su audacia e innovación constante. Este rasgo de carácter también se le atribuye y refuerza la noción de alter ego que a menudo se afirma para definir la relación entre el ratón y Walt. Y como suele decir «todo empezó con un ratón». Lo cual no es cierto, pero sí muy poético. Como tal, es un símbolo del americanismo.
Mickey Mouse es mencionado en 1934 en la Enciclopedia Británica y en 1935, la Liga de las Naciones entregó a Walt Disney una medalla especial que representa al protagonista en reconocimiento al hecho de que este es «un símbolo universal de buena voluntad». Estas distinciones parecen un poco exageradas para una figura de menos de diez años, especialmente la que otorga la criticada SDN. Pero confirman que se convirtió muy rápidamente en un símbolo. Para Steven Watts, Brave Little Tailor (1938) muestra más claramente el estatus de ícono popular, quien aquí asume un papel hecho a medida de asesino de gigantes.
John Grant enumera, en su Enciclopedia de personajes animados de Disney, citas o hechos de celebridades hechos en los primeros años de Mickey Mouse. Podemos notar:
- Mary Pickford era citada diciendo que «Mickey es su actor favorito de todos... incluido su entonces marido Douglas Fairbanks».
- Se dice que el rey Jorge VI decoró una de las guarderías del Palacio de Buckingham con papel tapiz de Mickey
- El escultor Ernest Trova: «Por el poder absoluto de los gráficos, sólo rivaliza con el logotipo de Coca-Cola y la esvástica».
- Serguéi Eisenstein lo describió como «la contribución más original de Estados Unidos a la cultura».

Habiéndose convertido en una verdadera «estrella americana», cambia gradualmente su forma y su apariencia para convertirse en un símbolo del poder económico y la influencia cultural de los Estados Unidos. Al mismo tiempo, se exporta a toda Europa. Aparece en Francia, en tiras diarias a partir de 1930 en Le Petit Parisien, luego en los primeros álbumes en 1931 y el 21 de octubre de 1934, en el primer número del semanario Le Journal de Mickey, en el que también aparecen otras figuras del mundo Disney, como Donald y el tío Scrooge.
Cabe destacar que no tiene el mismo nombre en todas partes de Europa, por eso se llama:
- Miki Hiir en Estonia
- Mikki Hiiri en Finlandia
- Topolino en Italia
- Micky en Holanda

Actualmente, para muchas personas, Mickey es omnipresente. Educa a los niños, los viste, los ilumina por la noche, los entretiene, etc. Cuando crezcan, los críos podrán verlo en la televisión, leer sus cuentos, comer y convivir con objetos que lleven su imagen. Aún no ha invadido todos los lugares del planeta ni cada momento. Pero, para quienes lo deseen, incluso la boda podrá realizarse bajo su bendición en Estados Unidos, Japón y China gracias a Disney's Fairy Tale Weddings.

### El símbolo del Walt Disney Company
Mickey se ha convertido en el símbolo de The Walt Disney Company, como lo atestiguan el logotipo de al lado y numerosos subsidiarios. Esta posición simbólica se ha convertido para Mickey Mouse y los autores que la abordan en una camisa de fuerza en la que ya no es posible innovar. Si bien el personaje aún era poco conocido, Walt Disney buscó distribuir la serie pero un vendedor le dijo que no tenía una marca conocida y que no podía pagarle la cantidad deseada. El vendedor le dio una explicación con la entonces popular lema de dulces Life Savers y que el nombre de la empresa no era lo suficientemente conocido. Una consecuencia de esta historia es que Walt Disney básicamente puso el nombre de Mickey Mouse y luego otras sin olvidar la mención Walt Disney Presents o Walt Disney's, convirtiéndose así su nombre en una marca.
La compañía utiliza a su personaje como una personalidad de la vida real. Entonces preside las ceremonias de inauguración del parque. En Francia y China, sin embargo, se concedió una desviación de las costumbres americanas a petición de los respectivos gobiernos: no cortó el cordón ni rubricó el contrato. Para no empañar la imagen de la compañía, Mickey debe tener una moral impecable. Sin embargo, Disney usa al protagonista de muchas maneras. Así, existe un globo con la forma de su cabeza llamado Ear Force One, lanzado en 1987.

### Consideraciones jurídicas, una obra altamente protegida

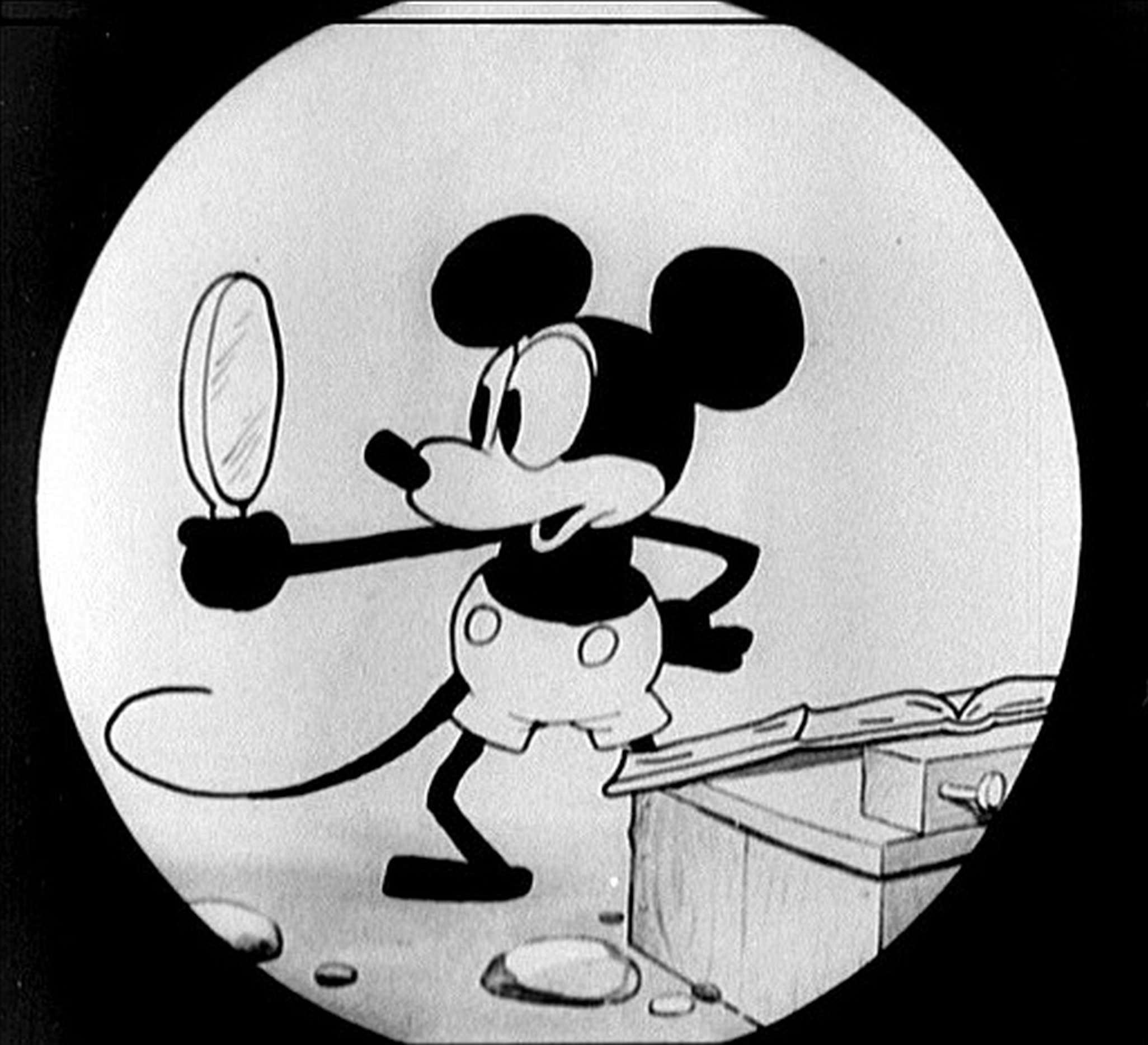
Los primeros diseños de Mickey Mouse (aquí el de Plane Crazy, donde hace su primera aparición), creados en 1928, son de dominio público.

En Estados Unidos se aprobó una ley en 1998 para ampliar los derechos de autor de 75 a 95 años después de su creación. Esta recibe el sobrenombre de «Ley de Protección de Mickey Mouse» debido al fuerte lobby de Walt Disney Company y la coincidencia de la expiración de la legalidad en 2003.
El personaje de Mickey Mouse está protegido por derechos de autor, y también es una marca registrada, como muchos de Disney, cuyas equidades continúan mientras la marca sea utilizada comercialmente por su propietario. El uso del nombre o la silueta sin el consentimiento de la empresa sigue siendo ilegal en los países donde la marca está registrada y protegida.
The Walt Disney Company ejerce una fuerte protección legal de sus marcas registradas y especialmente de la «Mickey Mouse». Varios hechos estuvieron reportados por la prensa. Por ejemplo, en 1989, Disney demandó a tres centros de salud pediátricos en Hallandale, Florida por el uso ilegal de personajes de Disney pintados en las paredes. Tras el fallo, se eliminaron y fueron «gentilmente» reemplazados por figuras de Universal Pictures.

## Mickey, reutilizado en muchos ámbitos

### En pintura
El personaje es recuperado por artistas del arte pop y de la nueva figuración como Bernard Rancillac en 1965. En 1978, Robert Combas retomó esta figura del dibujo animado, al igual que Peter Saul para la exposición «Mickey en todos sus estados» en 2006 en París. El artista estadounidense Roy Lichtenstein creó un óleo sobre lienzo en 1961 titulado Look Mickey inspirado en tiras cómicas protagonizadas por Mickey y el Pato Donald. Andy Warhol le dedicó varias de sus obras, la mayoría de ellas realizadas en 1981 como:
- The Art of Mickey Mouse un Mickey blanco y negro, con solo la lengua roja, de perfil sobre un fondo negro.[222]
- Mickey Mouse (Myth Series) (1981, vendido por casi 2 millones de dólares en 2004).[223]
- Double Mickey Mouse un doble retrato de cuerpo entero de Mickey.[224]
- Mickey Mouse, un retrato cuádruple sobre un fondo malva, amarillo, naranja y azul (1981, vendido por más de 100.000 dólares en 2002).[225]

### En música
El estilo musical de los dibujos animados de Mickey Mouse es único, en el sentido de que cada evento de la película está resaltado por la banda sonora. A modo de homenaje y de manera peyorativa, las cintas que abusan de este sistema se clasifican en la tendencia del mickeymousing.
También dio su nombre a un programa de televisión producido por Disney, «The Mickey Mouse Club» en el que debutaron toda una generación de jóvenes cantantes como Justin Timberlake, Britney Spears y Christina Aguilera. Una referencia a este espectáculo aparece al final del filme Full Metal Jacket (1987), cuando los soldados comienzan a cantar el tema al unísono en el campo de batalla durante la guerra de Vietnam. También podemos encontrar su cabeza en el álbum Powerslave de Iron Maiden.

### En paleontología
En su libro The Panda's Thumb, el paleontólogo Stephen Jay Gould escribió un capítulo titulado A biological homage to Mickey Mouse en el que explica el proceso de neotenia tomando como ejemplo la evolución gráfica de la apariencia de Mickey.

### En política
Mickey, a diferencia de otros personajes de la compañía, no era utilizado durante la Segunda Guerra Mundial con fines propagandísticos. No es el caso del Pato Donald en el famoso El rostro del Führer o de Minnie Mouse en Out of the Frying Pan into the Firing Line (de la freidora al frente, recuperación de aceites para fabricar municiones).
En Estados Unidos, los votos de protesta suelen ser el resultado de una importante insatisfacción de los votantes con los candidatos. Estas promesas se amplifican durante las segundas vueltas o los juramentos sin problemas reales. El sistema común en muchos países es ofrecer votos en blanco con cuórum para invalidar la votación si no se alcanza. Para evitar votos en blanco, la mayoría de los estados americanos han implementado un sistema de «llene su propio cuadro», donde el votante es libre de ingresar el nombre de su elección. En las elecciones puramente de protesta se suelen utilizar personajes cómicos o de dibujos animados.
Un estudio realizado en 2000 en una universidad de Wisconsin encontró que el 17 % de los alumnos votaron más de una vez, y algunos estuvieron para figuras de ficción. Esta costumbre convierte a Mickey Mouse, entre otros, en un candidato recurrente de la oposición (independientemente del partido en el poder) en las elecciones estadounidenses.

### En la moda
A partir de los años 1980, ha sido utilizado masivamente por la industria textil en camisetas y jerséis, pero con una imagen popular. En los años 2010, ligados al espíritu vintage, se reutiliza, pero estos fueron creados por creadores como Marc Jacobs, Dolce & Gabbana o Jean-Charles de Castelbajac también por marcas de prêt-à-porter como Uniqlo o Comme des Garçons.

### Pastiches y desvíos en los medios

#### Pastiches principales
Han existido muchos pastiches de Mickey, entre ellos:
- Air Pirates, de Bobby London, una historieta underground estadounidense de principios de los años 1970, que le valió a su autor un importante pleito con Disney.[237]
- Mickey Rat, creado por Robert Armstrong en 1971.[238]
- Farfour (ver más abajo), personaje ficticio del programa Los pioneros del mañana en Al Aqsa TV.[239]
- Richard Forno rebautizó la empresa de informática Microsoft como «Mickeysoft» debido a su «hegemonía» en el mercado de la informática comparable a la de Disney en varios ámbitos.[240]
- En la película de Cecil B. DeMille, The Greatest Show on Earth (1952, producida por Paramount Pictures), lo vemos en forma de hombre disfrazado, similar a los de los parques, que desfila durante la secuencia del gran desfile junto a otros protagonistas de Disney.[241]
- Un jeroglífico que lo representa está presente en la portada del álbum Powerslave (1984) de Iron Maiden.[230]
- Un figura disfrazado de Mickey en el carnaval de San Theodoros del disco Tintín y los Pícaros (1976).[242][243]
- Los mafiosos esconden sus rostros con máscaras de Mickey en el álbum Spirou à New York.[244]

Thierry Steff dedica parte de su libro  Bon anniversaire, Mickey ! a copias, reutilización y otras apropiaciones indebidas, ya sea internamente en Disney o externamente. Aquí hay algunos:
- El zorro Foxy de Warner dibujado por Hugh Harman y Rudolf Ising, pero también Friz Freleng, exDisney. Sólo tiene una cola más tupida y orejas grandes y puntiagudas. Aparece en varias Merrie Melodies de los años 1930. En la película One More Time de 1931, un Mickey en miniatura aparece un gran número de veces sin ningún motivo real, como el radiador de un coche, un sacapuntas, una válvula o una bola animada... Walt Disney solicitó el fin de su uso.
- La cinta animada Yellow Submarine (1967) muestra a un primer ministro, Max des Menie, ataviado con orejas de Mickey.
- Los créditos del filme El regreso de la pantera rosa (1975) muestran a la Pantera Rosa transformándose, entre otras cosas, en el personaje que sale por una puerta.
- En la serie Los Simpson, el sexto episodio de la cuarta temporada titulado «Itchy & Scratchy: The Movie», presenta una parodia de Steamboat Willie para ilustrar los inicios del dúo Itchy and Scratchy.[246]
- En South Park, el primer capítulo de la decimotercera temporada, titulado «The Ring», lo presenta como un jefe tiránico, dispuesto a todo para ganar dinero gracias a los Jonas Brothers.[247]

#### Utilícelo como herramienta de propaganda islamista
En mayo de 2007, un clon de Mickey Mouse llamado Farfour es utilizado en la serie de televisión Los pioneros del mañana, en el canal Al-Aqsa TV, afiliado a Hamás. Este personaje se utiliza para la «educación» de los niños y defiende la ideología de Hamás. Hizo comentarios muy politizados: «Estamos preparando con ustedes la piedra angular para liderar el mundo bajo el dominio islámico. […] Debes tener cuidado en tus oraciones e ir a la mezquita para cada una de las cinco oraciones [diarias] […] hasta que podamos gobernar el mundo». El ministro de Información palestino pide a representantes de Hamás que revisen el programa. Posteriormente, es asesinado a golpes por un israelí y reemplazado dos semanas después por un nuevo protagonista, su primo el abejorro Nahoul. La reacción más fuerte no provino de la compañía sino de Diane Disney Miller, la hija de Walt, quien declaró que Hamás era el «verdadero diablo» al utilizar a Mickey para enseñar a los niños sobre el radicalismo islámico.

### Expresiones de jerga
«Mickey Mouse» es una expresión del argot estadounidense que significa «fácil», «trivial» o «aficionado». En el Reino Unido, el significado se deriva del de aficionado y tiende hacia el significado de «mala calidad», o incluso «falsificación».
- En 1984, Wayne Gretzky de los Edmonton Oilers le dijo a un periodista, después de vencer a los New Jersey Devils 13-4, que «Bien, es hora de que trabajen juntos, arruinaron toda la liga. Deberían haber dejado de jugar con la organización de Mickey Mouse y poner a alguien más en el hielo».[253]
- En la película de Warner Bros. Demolition Man (1993), cuando Sylvester Stallone se encuentra luchando con la IA dañada de su patrulla policial fuera de control, le grita a la máquina y maldice: «¡Detente! ¡Freno! Detente ahora, pedazo de mierda de Mickey Mouse».[254]
- En la cinta de Warner Bros. Space Jam (1996), Bugs Bunny responde a la propuesta de nombre del Pato Lucas para sus equipos de baloncesto con: «Mira, ¿qué te parece esto para el nuevo nombre del equipo? Los patos. ¡Interrumpido! ¿Qué tipo de organización de Mickey llamaría así a un equipo?».[255] Cabe recordar que «los Patos» o Mighty Ducks eran en su momento propiedad de Walt Disney Company.[256]
- En los colegios ingleses, una «carrera de Mickey» en una clase es una competición inútil en la que se requiere poco esfuerzo para conseguir un buen resultado. Del mismo modo, ser un «valedictorian de Mickey» se refiere a un estudiante que triunfa sin esfuerzo. Esta expresión también se mencionar a materias o temas que no son importantes para el mercado laboral.[257]
- Los músicos califican de forma peyorativa la canción de las tiras cinematográficas que siguen paso a paso el acontecimiento representado en la imagen de Mickey Mousing (o mickey-mousing o mickeymousing) en referencia a los dibujos animados.[226]
- Una «moneda de Mickey Mouse» es una expresión despectiva que los estadounidenses suelen utilizar para referirse a las piezas extranjeras. El término también se refiere en Inglaterra a los billetes falsos.[258] Cabe recordar que la empresa emite su propia moneda, el Disney Dollar, válida únicamente en los parques y resorts así como en las Disney Store.[259][260]
- A principios de la década de 1980, la primera ministra británica Margaret Thatcher llamó al Parlamento Europeo el Parlamento de Mickey, comparándolo con el Mickey Mouse Club, una reunión de personas que hablan pero que no tienen una influencia significativa.[261]